# Wereldkampioenschap wegrace 1969
Het wereldkampioenschap wegrace seizoen 1969 was het 21e in de geschiedenis van het door de FIM georganiseerde wereldkampioenschap wegrace.

## Algemeen
FIM
De FIM bepaalde dat organisatoren in 1969 minstens vijf klassen in hun programma moesten opnemen. Bij de Ulster Grand Prix had men in 1959 de zijspanklasse geschrapt vanwege de hoge startgeldkosten, maar die kwam in 1969 terug. De 125cc-klasse werd daarentegen geschrapt en vervangen door de 50cc-klasse. Die was niet zo populair, maar men verwachtte er meer spanning dan in de 125cc-klasse. Vooral de 50cc- en de zijspanklasse profiteerden van de nieuwe regel: de 50cc kreeg tien races en de zijspanklasse zeven.
Er kwam een nieuwe WK-race bij: De Grand Prix van Adriatische Zee (Joegoslavië) kreeg WK-status en sloot het seizoen af. Er kwam ook een nieuwe puntentelling, waardoor van nu af aan de eerste 10 finishers punten kregen. Hoewel de FIM in eerste instantie had aangegeven dat er vóór 1970 geen technische wijzigingen zouden komen, werd in de winter van 1968-1969 toch een ander besluit genomen, rijkelijk laat voor producenten die al volop bezig waren met de ontwikkeling van hun motoren: Vanaf 1969 mochten de 50cc-racers nog maar één cilinder hebben en de 125cc-racers maximaal twee. Tijdens de TT van Man kwam de 50cc-klasse te vervallen, maar daar stond tegenover dat ze tijdens de Ulster Grand Prix voor het eerst wél aan de start kwam.
Op 22 juli 1969 werd het verbod tot het hijsen van de Vlag van de Duitse Democratische Republiek opgeheven door de regering van Willy Brandt. Dat had behalve politieke gevolgen ook sportieve, want nu konden de Oost-Duitse sporters eindelijk onder hun eigen nationaliteit genoemd worden. Ze hadden zich om die reden al teruggetrokken uit de Grand Prix van Duitsland en de tweedaagse van Bergamo.
De Italianen verplaatsten hun GP van Monza naar Imola, maar ze kregen daar pas eind juli toestemming voor van de FIM, terwijl de race al op 7 september plaatsvond.
Na het FIM-congres in oktober was er meer duidelijk over de veranderingen in de reglementen. In 1970 mochten zowel de 125- als de 250cc-machines niet meer dan twee cilinders en zes versnellingen hebben. Dat betekende het einde van de Benelli-viercilinders maar ook van de Moto Villa viercilindertweetakt, die nog niet eens uit het prototype-stadium was gekomen. Benelli had zelfs aangekondigd te gaan werken aan een 250cc-zescilinder, maar die was uiteraard ook niet meer nodig. Beide teams restte alleen hun duur ontwikkelde machines te vergroten tot 350 cc, maar de gebroeders Villa deden dat niet. Hun machine zou niet verder komen dan ca. 300 cc.

## Merken/teams
Benelli begon het seizoen met Renzo Pasolini. Toen hij geblesseerd raakte zette men in de Italiaanse kampioenschapsrace in San Remo-Ospedaletti Walter Villa, Eugenio Lazzarini en Roberto Gallina op de Benelli 250 4C. Villa bleef in die race Angelo Bergamonti voor en verzekerde daardoor Pasolini van de titel. Pasolini kon echter niet starten in de TT van Man, waar de Benelli's aan Kel Carruthers en Phil Read werden gegeven. Read viel uit, maar Carruthers won de race, kreeg een fabriekscontract en werd uiteindelijk wereldkampioen 250 cc.
Begin januari 1969 maakte Yamaha bekend te zullen stoppen met wegraces. Daarmee haakte de laatste Japanse fabrikant af, want ook Kawasaki, dat zich beperkt had tot steun aan Dave Simmonds in de 125cc-klasse, was gestopt. Phil Read en Bill Ivy kregen de nieuwe 250- en 350cc-productieracers van Yamaha (TD 2 en TR 2) aangeboden.
Een bijzondere verschijning was de 125cc-zelfbouwracer van de Oostenrijker Heinz Kriwanek. Het buisframe had platgeslagen delen waar het gelast was, slechts vijf versnellingen en maar één achterschokdemper. Er zat een vrijwel standaard Rotax-tweetaktmotortje in. Kriwanek haalde er opmerkelijke resultaten mee: Derde in Duitsland en tweede in de DDR. In het WK eindigde hij als vijfde. Zijn machine bleek ook de lichtste van het hele veld met slechts 70 kg.
Colin Seeley was in 1967 de reddende engel voor de Norton-coureurs geweest, toen hij de productierechten voor de Norton Manx-modellen overnam van Associated Motor Cycles. In september 1969 verkocht hij ze aan John Tickle, want hij wilde zich concentreren op de Seeley-racers, die allemaal voorzien waren van Matchless G50 en AJS 7R-eencilinderblokken. In feite waren deze motoren op de cilinderinhoud na identiek.
Bij een nationale race in Oost-Duitsland in het najaar zette MZ een watergekoelde V-twin in, die echter met een vastloper uitviel. Dit zou de nieuwe machine voor 1970 moeten zijn, en de enige die tegenstand moest kunnen bieden tegen de Kawasaki van Dave Simmonds.

## Coureurs
- Na de TT van Assen maakte Benelli bekend dat de 350cc-viercilinder op stal zou blijven en dat Kel Carruthers een fabriekscontract kreeg. Carruthers had in de Isle of Man TT de geblesseerde Renzo Pasolini vervangen en in Assen samen met Pasolini gereden.
- Na de dood van Bill Ivy tijdens de Grand Prix van de DDR werd Jack Findlay, die in Parijs woonde en onder Franse licentie reed, aangetrokken als vervanger door het team van Jawa. In oktober 1969 maakte Jack Findlay al bekend dat hij genoeg had van de problemen met de LinTo die hij in de 500cc-klasse had gebruikt en over zou stappen op een Seeley G50.
- In november 1969 tekende Silvio Grassetti al een contract met Jawa voor de 350cc-klasse van het seizoen 1970. Hij was vrij om in andere klassen met andere merken te starten. Omdat hij de enige fabrieksrijder voor Jawa zou zijn betekende dat het einde van een jarenlange samenwerking van dit merk met František Šťastný.
- Toen Yamaha besloot te stoppen wilde Bill Ivy dat aanvankelijk ook doen. Hij wilde beat-artikelen gaan verkopen (hij werd door zijn kapsel al jarenlang "Beatle" genoemd), kocht toen een Formule 2 auto, maar in mei 1969 had hij al twee raceauto's totall loss gereden. Hij was toen al gaan rijden met de nieuwe Jawa 350 cc V4. Een vastloper met deze motor kostte hem uiteindelijk zijn leven.
- Börje Jansson en Gilberto Parlotti debuteerden tijdens de Grand Prix van Spanje.
- Eugenio Lazzarini debuteerde tijdens de Grand Prix van Frankrijk.
- Chas Mortimer debuteerde tijdens de TT van Man.
- Phil Read was er aan het begin van het seizoen van overtuigd dat hij vier wedstrijden tijdens de TT van Man zou winnen. Vooral in de 500cc-klasse leek dat moeilijk, want hij zou Giacomo Agostini met de MV Agusta 500 3C moeten verslaan. Dat zou moeten gebeuren met de geheimzinnige Weslake "Worldbeater". Die kwam echter nooit aan de start: Read startte niet eens in de Senior TT en viel in de andere klassen uit.
- In december 1969 werd bekend dat het Van Veen-Kreidler-team uit elkaar zou vallen. Aalt Toersen bood zijn ontslag aan (hij was werknemer bij Van Veen) en hetzelfde deed Jan Smit, die man die de racers prepareerde.
- John Williams debuteerde tijdens de TT van Assen.
- Peter Williams kreeg in juli een baan als hoofd van de race-afdeling van Norton-Villiers in de nieuwe fabriek in Andover. Die functie had zijn vader in de oude fabriek ook al had bekleed.

### Gestopt
- Hans Georg Anscheidt beëindigde zijn carrière. Zijn 125cc-tweecilinder Suzuki droeg hij over aan de Nederlander Henk Viscaal, die Cees van Dongen als coureur aantrok. Een tweede machine van Anscheidt ging naar Dieter Braun en er werd ook nog een Suzuki RT 67 aan de gebroeders Villa verkocht.
- In augustus 1969 gaven drie zijspantoppers te kennen dat ze wilden stoppen met races: Helmut Fath, Klaus Enders en Georg Auerbacher. Fath was toen door een ongeluk in een Finse internationale race al voor de rest van het seizoen uitgeschakeld. Alle drie vonden ze de kosten te hoog worden, temeer omdat de startgelden steeds lager werden. Enders had zijn zijspancombinatie al doorverkocht en die van Auerbacher stond te koop. Uiteindelijk kwamen Enders en Auerbacher in 1970 gewoon weer aan de start en ze werden zelfs eerste en tweede. Helmut Fath werd door de nieuwe compagnon van Friedl Münch, een zekere Bell, uitgenodigd om te gaan samenwerken. Bell wilde Münch-URS-racers gaan maken met de URS-viercilinders, zowel voor de 500cc-klasse als de zijspanklasse.
- Begin 1969 maakte Mike Hailwood bekend definitief te stoppen met motorracen. Hij reed nog wel een aantal internationale wedstrijden, onder andere in de lucratieve Italiaans voorjaarscompetitie.
- Otto Kölle had zijn carrière beëindigd nadat zijn bakkenist Rolf Schmid verongelukt was.
- František Šťastný beëndigde zijn WK-carrière na het seizoen. Hij kreeg als dank voor jaren trouwe dienst een 250- en een 350cc-productieracer van Jawa.

### Overleden

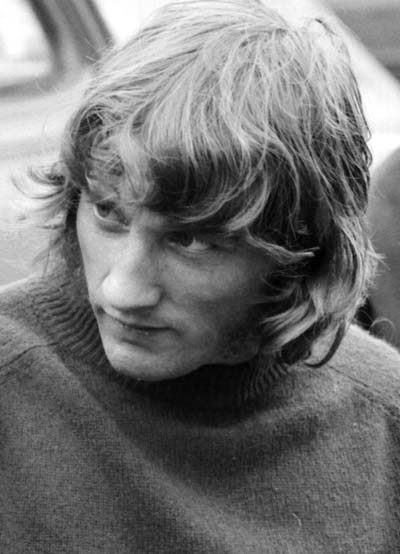
Bill Ivy

- Op 6 juni verongelukte Arthur Lavington tijdens de training voor de Isle of Man TT met een 350cc-Velocette bij Alpine Cottage.
- Op 12 juli verongelukte Bill Ivy tijdens de training van de Oost-Duitse Grand Prix op de Sachsenring.
- Op 20 juli verongelukte František Boček tijdens de Grand Prix van Tsjecho-Slowakije met een Jawa op de Masaryk-Ring.
- Op 31 augustus verongelukte Rudolf Kühnemund, de bakkenist van Franz Linnarz, na afloop van het WK-seizoen bij de Bergrennen Ollon-Villars in Zwitserland.

## Races
De Isle of Man TT werd bijna altijd geplaagd door regen, windstoten en vooral mist. In 1969 niet: het was zomers, bijna tropisch warm en dat veroorzaakte een ander probleem: uiteraard koelproblemen voor sommige motorfietsen maar vooral vliegen. Men leed onder een heuse vliegenplaag.
Graaf Domenico Agusta was het niet eens met de beslissing de Italiaanse Grand Prix van Monza naar Imola te verhuizen en daarom liet hij tijdens die race de 350- en 500cc-driecilinders op stal staan. Hij ontnam daarmee ook de Italiaanse fans hun kersverse dubbelkampioen Giacomo Agostini in actie te zien.
|         | 1e | 2e | 3e | 4e | 5e | 6e | 7e | 8e | 9e | 10e |
| ------- | -- | -- | -- | -- | -- | -- | -- | -- | -- | --- |
| Punten: | 15 | 12 | 10 | 8  | 6  | 5  | 4  | 3  | 2  | 1   |

|               | 50 cc | 125 cc | 250 cc | 350 cc | 500 cc | Zijspan |
| ------------- | ----- | ------ | ------ | ------ | ------ | ------- |
| Aantal races: | 10    | 11     | 12     | 10     | 12     | 7       |
| Tellend:      | 6     | 6      | 7      | 6      | 7      | 4       |

## 500cc-klasse
In de 500cc-klasse was er in 1969 maar één mogelijke winnaar: Giacomo Agostini was de enige die een echt snelle fabrieksmachine had. Hij haalde meer punten dan de nummers 2, 3 en 4 samen. Interessant was de aflossing van de inmiddels toch wel redelijk verouderde eencilinders van Norton en Matchless. Enerzijds waren er tuners die uit alle macht probeerden deze machines op een redelijk niveau te houden, anderzijds waren er nieuwe, experimentele machines die niet van de fabrieken kwamen maar uit privé-initiatieven stamden, zoals de Métisse-URS viercilinder, de Paton van Giuseppe Pattoni en Lino Tonti en de LinTo van Lino Tonti en Giorgio Premoli. En dan waren er nog een aantal "onechte" 500cc-racers; opgeboorde 350cc-machines van bijvoorbeeld Aermacchi en Bultaco en niet te vergeten de Russische Vostoks en de Triumph van Percy Tait. Dat was zowaar een fabrieksmachine die was ontwikkeld voor de Daytona 200. Terry Dennehy kwam aan de start met een Drixl-Honda, maar dat was een opgeboorde Honda CB 450. 
GP van Spanje, Jarama
In Spanje maakte Giacomo Agostini het nog even spannend door een zeer slechte start. Angelo Bergamonti was met de Paton al bijna uit zicht toen de MV Agusta eindelijk aansloeg. Bergamonti werd opgejaagd door Kel Carruthers met een tot 382 cc opgeboorde Aermacchi Ala d'Oro 350, tot die van de baan gleed. Door zijn val viel ook Agostini, die hem juist wilde inhalen, maar die kon zijn race weer vervolgen en reed ongeveer drie seconden per ronden sneller dan Bergamonti. Uiteindelijk had Ago aan de finish al meer dan een halve minuut voorsprong, terwijl Bergamonti nog net zijn tweede plaats kon vasthouden vóór Ginger Molloy (Bultaco). 
GP van Duitsland, Hockenheim
Net als in de 350cc-race verbeterde Agostini in Duitsland ook in de 500cc-race het ronderecord. Hij won zonder tegenstand. Karl Hoppe werd met zijn Métisse-URS tweede, maar had al meer dan een ronde achterstand. Derde man Jack Findlay (LinTo) had zelfs twee ronden achterstand.
GP van Frankrijk, Le Mans
In Frankrijk mocht Kel Carruthers met zijn 382cc-fabrieks-Aermacchi één ronde aan de leiding rijden. Toen begon het hevig te regenen en Agostini nam de leiding over om iedereen weer op minstens 1 ronde te rijden. In de vierde ronde slipte Carruthers en Angelo Bergamonti (Paton) en Percy Tait (fabrieks Triumph) vochten om de tweede plaats. Tait viel uit door een klemmende gasschuif en problemen met de schijfrem in zijn achterwiel en even later viel Bergamonti ook uit. Dat opende mogelijkheden voor enkele "oude" Britse eencilinders: Karl Auer nam de tweede plaats over met een Matchless G50 en achter hem reed een groepje met Godfrey Nash (Norton Manx), Theo Louwes (Norton Manx) en Billie Nelson met een tweecilinder Paton. Nelson wist de tweede plaats van Auer over te nemen toen het droger werd en hij het vermogen van de tweecilinder beter kon benutten. Louwes werd vierde.
Isle of Man TT, Mountain Course
Agostini was, zoals in de 350cc-klasse, in de 500cc-klasse al bijna kampioen. Er was immers geen duidelijke "tweede man" op de ranglijst. Alle zes andere podiumplaatsen in de races vóór de Senior TT waren bezet door zes verschillende mensen. In de Senior deed Agostini het dan ook rustig aan. Ondanks de uitstekende weersomstandigheden reed hij zijn snelste ronde met slechts 170 km/h gemiddeld, terwijl Mike Hailwood dat twee jaar eerder al met 175 km/h had gedaan. De spanning zat hem dan ook in de strijd om de tweede plaats, op een hopeloze achterstand op Ago. Daar werd Alan Barnett (Kirby-Métisse) aanvankelijk bedreigd door Derek Woodman (Seeley), Tom Dickie (Aermacchi) en Alberto Pagani (LinTo). Barnett bouwde zijn voorsprong in de tweede ronde ver uit. Pagani viel halverwege de race uit. Agostini had aan het einde bijna negen minuten voorsprong op Barnett, maar die had het ook goed gedaan door ruim een halve minuut sneller te finishen dan Tom Dickie. Brian Steenson reed ook hier een goede race, maar viel op de vijfde plaats liggend uit met zijn Seeley-Matchless. 
Dutch TT, Assen
In Assen stonden Alan Barnett (Métisse) en Billie Nelson (Paton) naast Agostini op de eerste startrij, maar Peter Williams was met zijn Matchless als eerste weg vanaf de tweede startrij. Op de Bedeldijk ging Agostini hem al voorbij, maar Williams wist hem nog redelijk te volgen. Percy Tait (Triumph) was toen derde. Karl Hoppe had aan de 350cc-race een pijnlijke schouder overgehouden en zette zijn Métisse-URS viercilinder na twee ronden aan de kant. Tait moest even later stoppen met een lekkende benzinetank, waardoor Alan Barnett de derde plaats kon overnemen. Achter Agostini, Williams en Barnett, die in deze volgorde finishten, waren er nog vele duels, die meestal beslist werden door het uitvallen van coureurs.
GP van België, Spa-Francorchamps
Het Circuit Spa-Francorchamps was 14 kilometer lang en toch slaagde er slechts één coureur in om binnen dezelfde ronde als Agostini te finishen. Die ene coureur was dan ook nog Percy Tait met de toch tamelijk ouderwetse stoterstangen-Triumph. Hij had zijn tweede plaats niet cadeau gekregen door veel uitvallers, want hij had aanvallen van Barnett en Pagani afgeslagen. Pagani viel uiteindelijk uit waardoor Alan Barnett derde werd.
GP van de DDR, Sachsenring
In de DDR was het 500cc-startveld maar klein en veel topcoureurs waren niet op komen dagen. Dat lag aan het bijzonder lage startgeld én aan de slechte organisatie, die pas een week van tevoren de startbevestigingen de deur uit deed. Toppers als Godfrey Nash en Alan Barnett lieten dan ook verstek gaan. Ook dit was een natte race en dat was een kolfje naar de hand van Karl Auer (Matchless), die als tweede achter Agostini reed. De strijd om de derde plaats liet duidelijk zien dat de "groten" niet waren gekomen, want die ging tussen Terry Dennehy met zijn tweecilinder Drixl-Honda en Juri Randla met de Vostok, Jack Findlay (LinTo) en Gyula Marsovszky (LinTo). Findlay bleek de snelste en haalde ook Karl Auer nog in, maar hij viel uit met een gebroken tuimelaar en dat bleek een zwak punt van de LinTo te zijn, want Marsovszky overkwam hetzelfde. De LinTo was opgebouwd uit twee 250cc-Aermacchi-motoren en de tuimelaars waren dan ook standaard Aermacchi-exemplaren. Randla viel met carburatieproblemen uit. Auer kwam zo terug op de tweede plaats, gevolgd door Dennehy en Billie Nelson. De kaarten leken geschud, maar in de voorlaatste ronde viel Auer uit door een gebroken klep en Dennehy door een lege benzinetank. Daardoor ging de tweede plaats naar Nelson en de derde plaats naar Steve Ellis (LinTo). Dennehy kon duwend nog vijfde worden. Agostini was nu zeker van zijn wereldtitel.
GP van Tsjecho-Slowakije, Brno
Wat in Brno in de andere klassen was gebeurd, gebeurde ook in de 500cc-klasse: snelle machines hadden op het bochtige circuit moeite weg te komen van goed sturende, minder sterke motoren. Hier wist Bohumil Staša zelfs met een opgeboorde 350cc-ČZ-eencilinder bij de leidende Giacomo Agostini en Gyula Marsovszky te komen. Toen dat gebeurde vond Agostini het wel mooi geweest en hij reed weg van het tweetal, maar Marsovszky had met zijn LinTo moeite genoeg met Staša. Uiteindelijk werd Marsovszky tweede, Staša derde.
GP van Finland, Imatra
In Finland bleef Agostini een tijdje achter Keith Turner (LinTo) hangen, maar toen diens primaire aandrijving brak gaf Agostini gas. Paul Smart (Seeley) kwam nu op de tweede plaats, zonder stofbril, want daarvan was het bandje gebroken. De LinTo 's hadden genoeg problemen, want Smart werd bijna ingehaald door Maurice Hawthorne toen diens LinTo het begaf (olielekkage) en nog twee andere LinTo 's, van John Dodds (gebroken tuimelaar) en Jack Findlay (versnellingsbak) gaven het ongeveer tegelijkertijd op. Smart kwam ook niet ver, hij viel uit door een gebroken krukpen. Door al die uitvallers werd Billie Nelson (Paton) uiteindelijk tweede en Godfrey Nash (Norton) derde. 
Ulster Grand Prix, Dundrod
In de 500cc-race van de Ulster Grand Prix gunde Agostini de Ierse rijder Brian Steenson de eer drie ronden lang op kop te rijden. In de vierde ronde reed Ago weg, brak het ronderecord van Mike Hailwood uit 1967 en won de race. Steenson was met zijn Seeley de enige die in dezelfde ronde finishte. Achter Steenson vielen veel rijders uit, waardoor Malcolm Uphill (Norton) derde werd.
Nations GP, Imola
Doordat MV Agusta in haar thuisrace niet aan de start kwam konden eindelijk de "mindere goden" voor een overwinning gaan. Alberto Pagani won de race met zijn LinTo exact 20 jaar nadat zijn vader Nello Pagani dat met een Gilera viercilinder gedaan had. Bijna was er ook een LinTo op de tweede plaats gekomen, maar John Dodds moest die plaats door carburatieproblemen opgeven. Daardoor werd hij slechts derde en Gilberto Milani werd met de 382cc-Aermacchi tweede.Terry Dennehy werd met de tweecilinder Honda knap vierde. 
GP van de Adriatische Zee Opatija
Nu MV Agusta ook niet in Joegoslavië aan de start kwam kon Godfrey Nash met een Norton Manx uit 1960 winnen. Hij had ook al als snelste getraind. In het begin van de race konden de lichte Aermacchi's van Silvio Bertarelli en Gilberto Milani de kop grijpen, maar de druk van de achtervolgers werd al snel groter. Bertarelli viel uit door een ontstekingsprobleem en Milani viel en liep een armbreuk en een beenbreuk op. Nash kreeg zo de leiding in de schoot geworpen en het werd nog makkelijker toen zijn achtervolger Giuseppe Mandolini met een slippende koppeling de pit op moest zoeken. Franco Trabalzini werd tweede met een Paton en Steve Ellis werd met een LinTo derde. Nash deed goede zaken, want hij eindigde als derde in de eindstand van de 500cc-klasse.

### Uitslagen 500cc-klasse
|    | Datum        | Race                      | Circuit           | 1e               | 2e                | 3e             | Snelste ronde    |
| -- | ------------ | ------------------------- | ----------------- | ---------------- | ----------------- | -------------- | ---------------- |
| 1  | 4 mei        | GP van Spanje             | Jarama            | Giacomo Agostini | Angelo Bergamonti | Ginger Molloy  | Giacomo Agostini |
| 2  | 11 mei       | GP van Duitsland          | Hockenheim        | Giacomo Agostini | Karl Hoppe        | Jack Findlay   | Giacomo Agostini |
| 3  | 18 mei       | GP van Frankrijk          | Le Mans           | Giacomo Agostini | Billie Nelson     | Karl Auer      | Giacomo Agostini |
| 4  | 13 juni      | Isle of Man TT            | Mountain Course   | Giacomo Agostini | Alan Barnett      | Tom Dickie     | Giacomo Agostini |
| 5  | 28 juni      | TT van Assen              | Assen             | Giacomo Agostini | Peter Williams    | Alan Barnett   | Giacomo Agostini |
| 6  | 6 juli       | GP van België             | Spa-Francorchamps | Giacomo Agostini | Percy Tait        | Alan Barnett   | Giacomo Agostini |
| 7  | 13 juli      | GP van de DDR             | Sachsenring       | Giacomo Agostini | Billie Nelson     | Steve Ellis    | Giacomo Agostini |
| 8  | 20 juli      | GP van Tsjecho-Slowakije  | Masaryk-Ring      | Giacomo Agostini | Gyula Marsovszky  | Bohumil Staša  | Giacomo Agostini |
| 9  | 3 augustus   | GP van Finland            | Imatra            | Giacomo Agostini | Billie Nelson     | Godfrey Nash   | Giacomo Agostini |
| 10 | 16 augustus  | Ulster Grand Prix         | Dundrod           | Giacomo Agostini | Brian Steenson    | Malcolm Uphill | Giacomo Agostini |
| 11 | 7 september  | GP des Nations            | Imola             | Alberto Pagani   | Gilberto Milani   | John Dodds     | John Dodds       |
| 12 | 14 september | GP van de Adriatische Zee | Opatija           | Godfrey Nash     | Franco Trabalzini | Steve Ellis    | Godfrey Nash     |

### Eindstand 500cc-klasse
| Pos. | Coureur           | Merk                         | Ptn.      |
| ---- | ----------------- | ---------------------------- | --------- |
| 1    | Giacomo Agostini  | MV Agusta                    | 105 (150) |
| 2    | Gyula Marsovszky  | LinTo                        | 47        |
| 3    | Godfrey Nash      | Norton                       | 45        |
| 4    | Billie Nelson     | Paton                        | 42        |
| 5    | Alan Barnett      | Métisse-Matchless            | 32        |
| 6    | Steve Ellis       | LinTo                        | 26        |
| 7    | Ron Chandler      | Seeley-Matchless             | 25        |
| 8    | Gilberto Milani   | Aermacchi                    | 24        |
| 9    | Rob Fitton        | Norton                       | 19        |
| 10   | Brian Steenson    | Seeley-Matchless/QUB-Seeley  | 18        |
| 11   | John Dodds        | LinTo / Seeley-URS           | 18        |
| 12   | Terry Dennehy     | Drixl-Honda                  | 18        |
| 13   | Jack Findlay      | LinTo / Matchless            | 16        |
| 14   | Alberto Pagani    | LinTo                        | 15        |
| 15   | Lewis Young       | Matchless                    | 14        |
| 16   | Karl Auer         | Matchless                    | 13        |
| 17   | Pentti Lehtelä    | Matchless                    | 13        |
| 18   | Angelo Bergamonti | Paton                        | 12        |
| 18   | Karl Hoppe        | Métisse-URS / Seeley-URS     | 12        |
| 18   | Peter Williams    | Matchless                    | 12        |
| 18   | Percy Tait        | Triumph                      | 12        |
| 18   | Franco Trabalzini | Paton                        | 12        |
| 23   | Bohumil Staša     | ČZ                           | 12        |
| 24   | Tom Dickie        | Kuhn-Seeley-Matchless        | 11        |
| 25   | Dan Shorey        | Matchless / Seeley-Matchless | 11        |
| 26   | Ginger Molloy     | Bultaco                      | 10        |
| 26   | Malcolm Uphill    | Norton                       | 10        |
| 28   | Theo Louwes       | Norton                       | 10        |

| Pos. | Coureur             | Merk               | Ptn. |
| ---- | ------------------- | ------------------ | ---- |
| 29   | John Trevor Findlay | Norton             | 10   |
| 30   | Walter Scheimann    | Norton             | 10   |
| 31   | Werner Bergold      | McIntyre-Matchless | 9    |
| 31   | Hannu Kuparinen     | Matchless          | 9    |
| 33   | Derek Woodman       | Seeley-Matchless   | 8    |
| 33   | Silvano Bertarelli  | Paton              | 8    |
| 35   | André-Luc Appietto  | Paton              | 7    |
| 36   | Barry Scully        | Norton             | 6    |
| 36   | Keith Turner        | LinTo              | 6    |
| 38   | Günter Fischer      | Matchless          | 5    |
| 38   | Phil O'Brien        | Matchless          | 5    |
| 40   | Maurice Hawthorne   | Matchless / LinTo  | 5    |
| 41   | Gilbert Argo        | Matchless          | 4    |
| 41   | Steve Jolly         | Seeley-Matchless   | 4    |
| 41   | Paul Eickelberg     | Norton             | 4    |
| 44   | Kel Carruthers      | Aermacchi          | 3    |
| 44   | Selwyn Griffiths    | Matchless          | 3    |
| 44   | John Williams       | Métisse-Matchless  | 3    |
| 44   | Paolo Campanelli    | Seeley-Matchless   | 3    |
| 44   | Emanuele Maugliani  | Norton             | 3    |
| 49   | Peter Darvil        | Norton             | 2    |
| 49   | Jack Lindh          | Seeley-Matchless   | 2    |
| 49   | Osmo Hansen         | Matchless          | 2    |
| 49   | Ross Hannan         | Norton             | 2    |
| 53   | Steve Spencer       | Métisse-Matchless  | 1    |
| 53   | Endel Kiisa         | Vostok             | 1    |
| 53   | Wolfgang Stropek    | MV Agusta          | 1    |
| 53   | Alan Lawton         | Norton             | 1    |

(Punten tussen haakjes zijn inclusief streepresultaten)

### Constructeurstitel 500cc-klasse
| 1  | MV Agusta | 105 (150) |
| 2  | LinTo     | 73 (86)   |
| 3  | Paton     | 70        |
| 4  | Matchless | 68 (78)   |
| 5  | Norton    | 61 (77)   |
| 6  | Seeley    | 45 (48)   |
| 7  | Aermacchi | 29        |
| 8  | Honda     | 24        |
| 9  | URS       | 12        |
| 9  | Triumph   | 12        |
| 11 | ČZ        | 12        |
| 12 | Bultaco   | 10        |
| 13 | Vostok    | 1         |

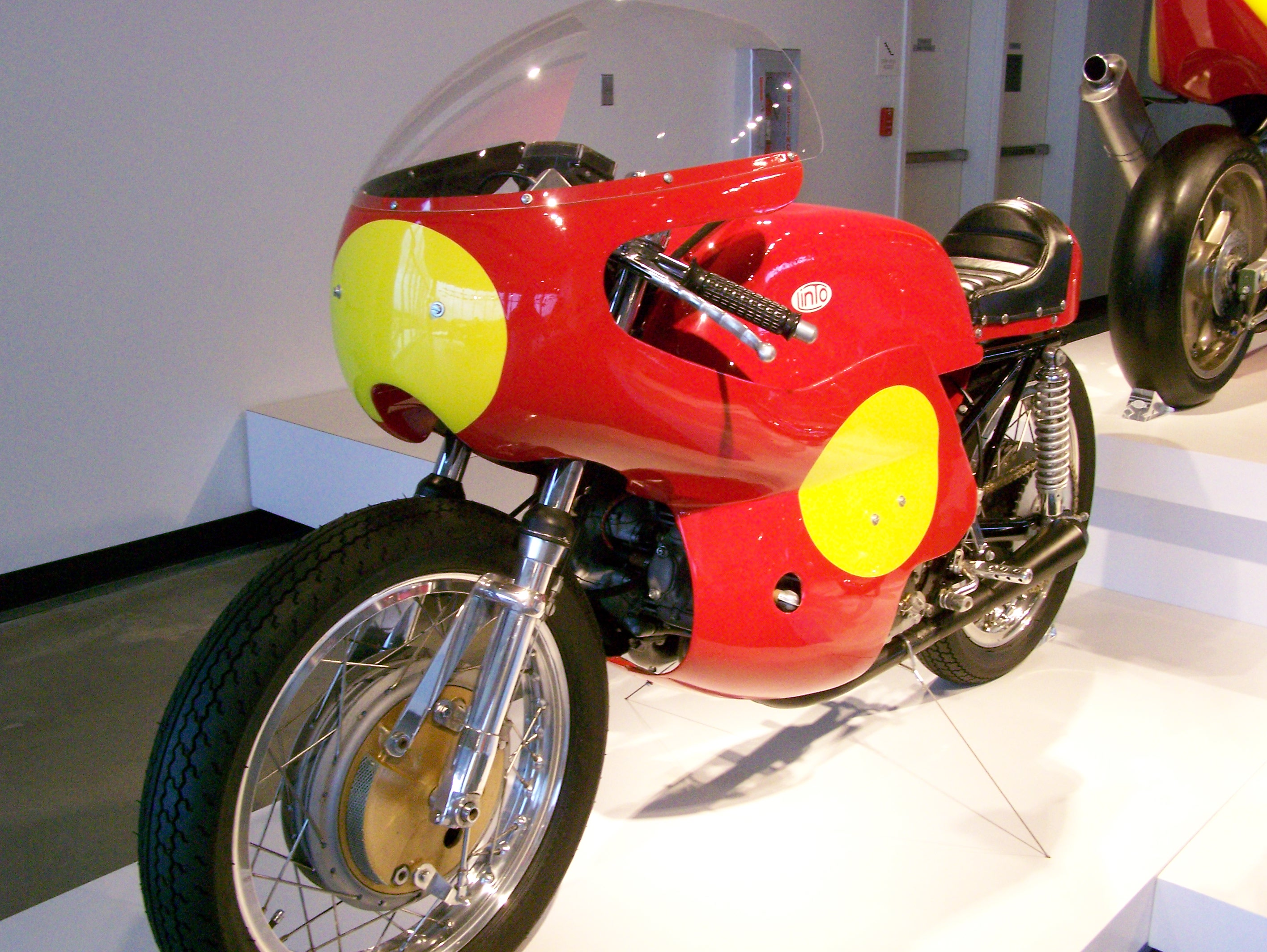
LinTo 500 GP tweecilinder, opgebouwd uit twee 250cc-Aermacchi motoren

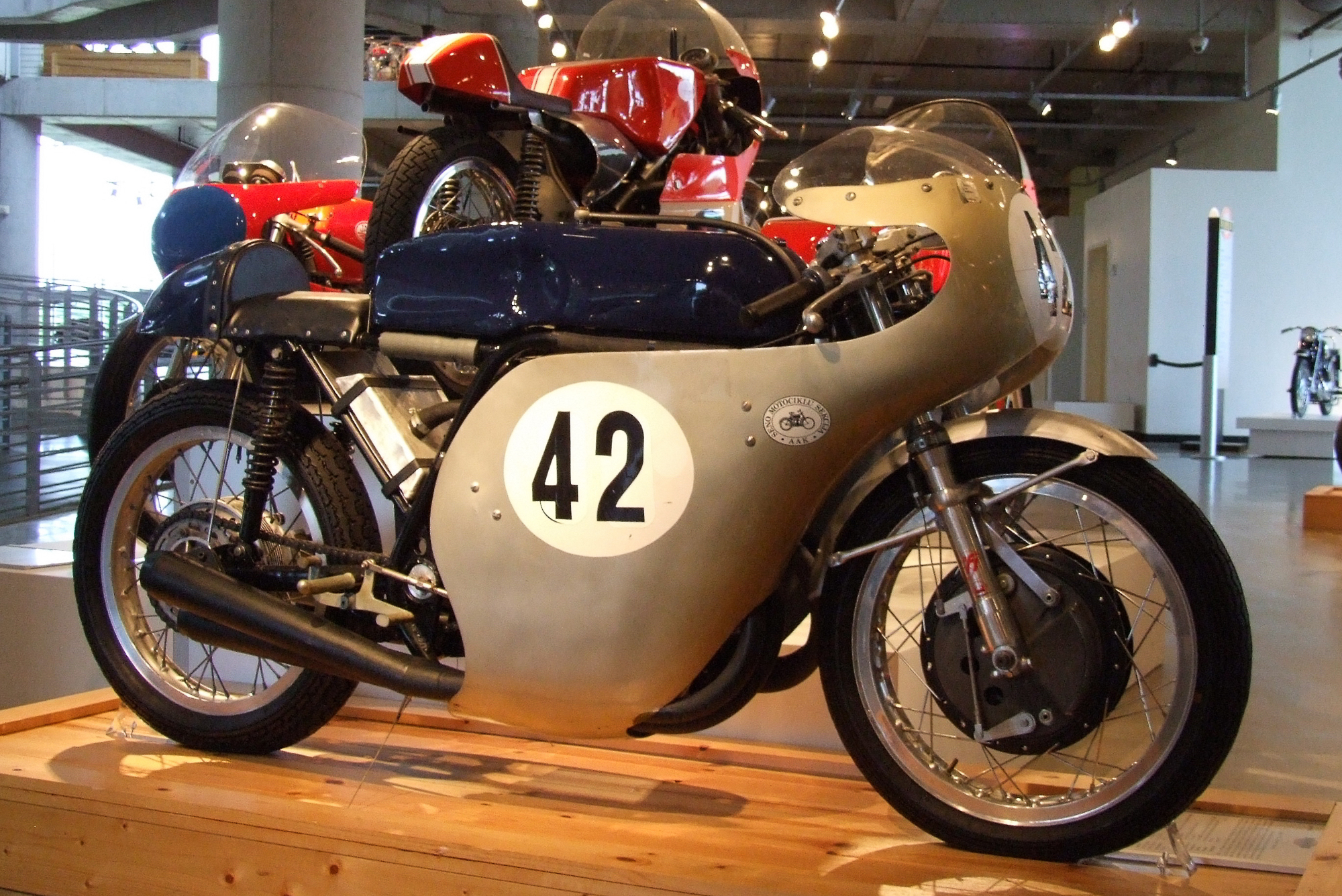
Vostok uit 1969

(Punten tussen haakjes zijn inclusief streepresultaten)

## 350cc-klasse
GP van Spanje, Jarama
Na de val van Renzo Pasolini (Benelli) in de 250cc-race in Spanje, waardoor hij de rest van de dag rust moest nemen, was de enige gevaarlijke concurrent van Giacomo Agostini met de MV Agusta weggevallen. Daarom bleef de nieuwe 350cc-zescilinder op stal. Agostini had inderdaad geen kind aan de concurrentie. Hij was duidelijk veel sneller dan de rest en won met 1 minuut en 39 seconden voorsprong op Kel Carruthers (Aermacchi) en Giuseppe Visenzi (Yamaha). Bill Ivy kreeg pech met zijn Jawa V4, die veel te heet werd en daardoor uitviel.
GP van Duitsland, Hockenheim
Ook in Duitsland kwam er geen duel tussen Pasolini en Agostini, want in de training brak "Paso" een sleutelbeen. Rodney Gould (Yamaha TR 2) was al snelste weg, maar werd al snel ingehaald door Agostini, die het rustig aan kón doen, maar dat niet deed: hij verbeterde het oude ronderecord van Mike Hailwood. De Jawa van Bill Ivy bleef dit keer heel en hij werd tweede, nog net in dezelfde ronde. František Šťastný werd met een Jawa derde.
3. Isle of Man Junior TT, Snaefell Mountain Course
Šťastný nam voor de Isle of Man TT het zekere voor het onzekere. Voor een buitenlander kende hij het circuit eigenlijk al heel goed, want vanaf 1961 had hij elk jaar deelgenomen. Toch fietste hij in de weken vóór de TT het 60 km-lange circuit nog een keer rond, in 2½ uur. Agostini kwam in de Junior TT al na de eerste ronde binnen met "veerproblemen". Hij werd weer op weg gestuurd met de mededeling dat dit aan het hobbelige circuit lag, maar het was al zijn vijfde jaar op Man en men zou verwachten dat hij dan het asfalt wel kende. Hoe dan ook, Agostini volbracht de Junior TT in een - voor zijn doen - toeristisch tempo dat hem aan het einde van de dag 10 minuten voorsprong op Brian Steenson en Jack Findlay (beiden Aermacchi) opleverde. Agostini was, ondanks het uitstekende weer, liefst vier minuten en gemiddeld 3 km/h langzamer dan in 1968. Kel Carruthers, die in deze week voor het eerst op de 250cc-Benelli had gereden, viel hier met de Aermacchi in de laatste ronde uit.
4. Dutch TT, TT Circuit Assen
Pasolini startte niet in de 350cc-race in Assen. Dat was een tegenvaller, want men verwachtte dat hij als enige weerstand had kunnen bieden tegen Agostini. Dat gebeurde dus niet, maar er kwam wel tegenstand van Bill Ivy en - onverwacht - van Rodney Gould met zijn productieracer. Ivy kwam enkele keren langs de pit met drie vingers in de lucht om aan te duiden dat zijn machine op drie cilinders liep, maar ook Ago kreeg een enkele keer problemen met zijn MV Agusta, waardoor er toch nog iets van spanning was. Die verdween grotendeels toen Gould het zekere voor het onzekere nam en op heelhouden ging rijden. De stand veranderde dus niet meer: Ago won, Ivy werd tweede en Gould derde. In de weken na de TT van Assen maakte Benelli bekend dat de 350cc-viercilinder voorlopig niet meer ingezet zou worden. 
5. DDR, Sachsenring
Voor de start van de Grand Prix van de DDR op de Sachsenring lagen er bloemen op de startplaats van Bill Ivy. Jawa had haar team teruggetrokken nadat Bill tijdens de training dodelijk verongelukt was. De (regen)race was niet erg interessant, tenminste niet waar het om de eerste drie plaatsen ging. Agostini ging meteen voorop, gevolgd door Rodney Gould die langzaam de aansluiting verloor en als derde Heinz Rosner (MZ). 
6.Tsjecho-Slowakije, Masaryk-Ring, Brno
In Tsjecho-Slowakije had Jawa Jack Findlay aangetrokken als vervanger voor Bill Ivy. Dat was nog geen succes: bij zijn eerste trainingsrondjes ontdekte Findlay dat zijn achterband nat was geworden door een lekkende radiateur. Hij reed rustig naar de pit, maar gleed met een snelheid van 30 km/h onderuit en kwam zo ongelukkig terecht dat hij een sleutelbeen brak. Nu moest Silvio Grassetti de machine overnemen. Hij werd er derde mee en wilde nu de rest van het seizoen ook met de Jawa rijden. In Tsjecho-Slowakije kon Gould goed partij geven aan Agostini. Zijn Yamaha was sneller, maar de MV Agusta stuurde beter, waardoor ze ronden lang bij elkaar bleven. Gould moest met zijn productieracer altijd een beetje op heelhouden rijden en liet Agostini de eerste plaats pakken. Silvio Grassetti werd met de Jawa derde. 
7. Finland, Imatra
In Imatra ging Agostini rustig van start en hij reed enkele ronden achter Rodney Gould. Toen hij de leiding overnam kon Gould hem nog drie ronden lang volgen, maar toen draaide Agostini het gas definitief open en liep weg. Giuseppe Visenzi (Yamaha) werd na een gevecht tegen Heinz Rosner derde. Jack Findlay had de strijd om de Jawa viercilinder kennelijk gewonnen, want 16 dagen na zijn sleutelbeenbreuk werd hij 7e met die machine. 
8. Ulster, Dundrod Circuit
In de Ulster Grand Prix leidde Agostini zoals gewoonlijk van start tot finish. Achter hem was nog enige strijd tussen Rodney Gould en Heinz Rosner, tot Gould's Yamaha stuk ging. Rosner moest net als in de 250cc-race bougies wisselen en zelfs wat extra benzine tanken, maar hij bleef op de tweede plaats. De Brit Cecil Crawford werd derde met een Aermacchi Ala d'Oro 350. 
9. Nations GP, Imola
Het bleef maar touwtrekken tussen Findlay en Grassetti om de Jawa V4. Jack Findlay kreeg een kans zich te bewijzen in een internationale race in Jičín, maar daar viel hij al snel uit met een defecte ontsteking. Uiteindelijk hakte de directie van de fabriek de knoop door en voor de Grand Prix in Imola stonden drie Jawa's klaar: Voor Findlay, voor Grassetti en voor fabrieksrijder František Šťastný. Net als in de 250cc-race was Phil Read met zijn Yamaha in Italië in de 350cc-klasse door niemand te kloppen. Hij was slecht gestart en moest een pitstop maken om een uitlaat vast te laten zetten, maar hij won alsnog. Grassetti kwam met zijn Jawa V4 ook moeilijk weg maar vocht zich terug naar de tweede plaats. Walter Scheimann werd met een Yamaha derde. Agostini kwam niet opdagen omdat zijn baas Domenico Agusta het niet eens was met de keuze voor het circuit van Imola. 
10. Joegoslavië, Opatija
MV Agusta en Agostini kwamen ook niet naar Joegoslavië en daardoor kon Silvio Grassetti de eerste overwinning voor de Jawa viercilinder boeken. Heinz Rosner kon met de MZ nog even de leiding nemen omdat Grassetti een slechte start had, maar in de vierde ronde trok die de zaken recht. Rosner moest zijn koppeling te veel gebruiken in de vele haarspeldbochten en viel daardoor uit. Visenzi nam de tweede plaats over en kon daardoor ook tweede in het wereldkampioenschap worden, maar hij viel uit met een defecte versnellingsbak. Gilberto Milani nam de tweede plaats over maar moest die korte tijd afstaan aan de Fin Martti Pesonen. Die viel echter ook uit en Milani werd met zijn Aermacchi tweede. Šťastný werd met de andere Jawa derde.

### Uitslagen 350cc-klasse
|    | Datum        | Race                      | Circuit         | 1e               | 2e               | 3e                | Snelste ronde    |
| -- | ------------ | ------------------------- | --------------- | ---------------- | ---------------- | ----------------- | ---------------- |
| 1  | 4 mei        | GP van Spanje             | Jarama          | Giacomo Agostini | Kel Carruthers   | Giuseppe Visenzi  | Giacomo Agostini |
| 2  | 11 mei       | GP van Duitsland          | Hockenheim      | Giacomo Agostini | Bill Ivy         | František Šťastný | Giacomo Agostini |
| 3  | 11 juni      | Isle of Man TT            | Mountain Course | Giacomo Agostini | Brian Steenson   | Jack Findlay      | Giacomo Agostini |
| 4  | 28 juni      | TT van Assen              | Assen           | Giacomo Agostini | Bill Ivy         | Silvio Grassetti  | Giacomo Agostini |
| 5  | 13 juli      | GP van de DDR             | Sachsenring     | Giacomo Agostini | Rodney Gould     | Heinz Rosner      | Giacomo Agostini |
| 6  | 20 juli      | GP van Tsjecho-Slowakije  | Masaryk-Ring    | Giacomo Agostini | Rodney Gould     | Silvio Grassetti  | Rodney Gould     |
| 7  | 3 augustus   | GP van Finland            | Imatra          | Giacomo Agostini | Rodney Gould     | Giuseppe Visenzi  | Giacomo Agostini |
| 8  | 16 augustus  | Ulster Grand Prix         | Dundrod         | Giacomo Agostini | Heinz Rosner     | Cecil Crawford    | Giacomo Agostini |
| 9  | 7 september  | GP des Nations            | Imola           | Phil Read        | Silvio Grassetti | Walter Scheimann  | Phil Read        |
| 10 | 14 september | GP van de Adriatische Zee | Opatija         | Silvio Grassetti | Gilberto Milani  | František Šťastný | Silvio Grassetti |

### Eindstand 350cc-klasse
| Pos. | Coureur             | Merk          | Ptn.     |
| ---- | ------------------- | ------------- | -------- |
| 1    | Giacomo Agostini    | MV Agusta     | 90 (120) |
| 2    | Silvio Grassetti    | Yamaha / Jawa | 47       |
| 3    | Giuseppe Visenzi    | Yamaha        | 45       |
| 4    | Heinz Rosner        | MZ            | 38       |
| 5    | Rodney Gould        | Yamaha        | 36       |
| 6    | Jack Findlay        | Yamaha / Jawa | 34       |
| 7    | Kel Carruthers      | Aermacchi     | 29       |
| 8    | Bohumil Staša       | ČZ            | 27       |
| 9    | František Šťastný   | Jawa          | 26       |
| 10   | Bill Ivy (†)        | Jawa          | 24       |
| 11   | Martti Pesonen      | Yamaha        | 16       |
| 12   | Adolf Ohligschläger | Yamaha        | 16       |
| 13   | Phil Read           | Yamaha        | 15       |
| 14   | Brian Steenson      | Aermacchi     | 12       |
| 14   | Gilberto Milani     | Aermacchi     | 12       |
| 16   | Ginger Molloy       | Bultaco       | 12       |
| 17   | Lewis Young         | Aermacchi     | 11       |
| 18   | Cecil Crawford      | Aermacchi     | 10       |
| 18   | Walter Scheimann    | Yamaha        | 10       |
| 20   | Tom Dickie          | Seeley 7R     | 8        |
| 20   | Karl Hoppe          | Yamaha        | 8        |
| 20   | Tony Rutter         | Yamaha        | 8        |
| 20   | Silvano Bertarelli  | Aermacchi     | 8        |
| 24   | Terry Grotefeld     | Yamaha        | 6        |
| 25   | Herbert Denzler     | Aermacchi     | 5        |
| 25   | Selwyn Griffiths    | AJS           | 5        |
| 25   | Marty Lunde         | Yamaha        | 5        |

| Pos. | Coureur             | Merk              | Ptn. |
| ---- | ------------------- | ----------------- | ---- |
| 28   | Tommy Robb          | Aermacchi         | 5    |
| 28   | Bruno Spaggiari     | Ducati            | 5    |
| 30   | John Trevor Findlay | Norton            | 4    |
| 30   | Billie McCosh       | Aermacchi         | 4    |
| 30   | Brian Smith         | Aermacchi         | 4    |
| 33   | Jerry Lancaster     | Drixton-Aermacchi | 3    |
| 33   | Karel Bojer         | ČZ                | 3    |
| 33   | Billie Guthrie      | Yamaha            | 3    |
| 33   | Cliff Carr          | Yamaha            | 3    |
| 33   | Billie Nelson       | Aermacchi         | 3    |
| 33   | Bill Smith          | Honda             | 3    |
| 33   | Maurice Hawthorne   | Métisse-Aermacchi | 3    |
| 40   | Dave Simmonds       | Kawasaki          | 3    |
| 40   | Jim Curry           | Métisse-Aermacchi | 3    |
| 42   | Günter Fischer      | Aermacchi         | 2    |
| 42   | Gordon Keith        | Yamaha            | 2    |
| 42   | Mike Hatherill      | Aermacchi         | 2    |
| 42   | Jan Kostwinder      | Yamaha            | 2    |
| 42   | Rob Fitton          | Norton            | 2    |
| 42   | János Drapál        | Aermacchi         | 2    |
| 48   | Godfrey Nash        | Norton            | 1    |
| 48   | Roy Graham          | Aermacchi         | 1    |
| 48   | Leo Commu           | Yamaha            | 1    |
| 48   | Ivar Sauter         | Aermacchi         | 1    |
| 48   | Dave Degens         | Aermacchi         | 1    |
| 48   | Hannu Kuparinen     | Yamaha            | 1    |

(Punten tussen haakjes zijn inclusief streepresultaten)

### Constructeurstitel 350cc-klasse
| 1  | MV Agusta | 90 (120) |
| 2  | Yamaha    | 71 (102) |
| 3  | Aermacchi | 58 (74)  |
| 4  | Jawa      | 67       |
| 5  | MZ        | 38       |
| 6  | ČZ        | 27       |
| 7  | Bultaco   | 12       |
| 8  | Seeley    | 8        |
| 9  | Norton    | 7        |
| 10 | AJS       | 5        |
| 10 | Ducati    | 5        |
| 12 | Honda     | 3        |
| 13 | Kawasaki  | 3        |

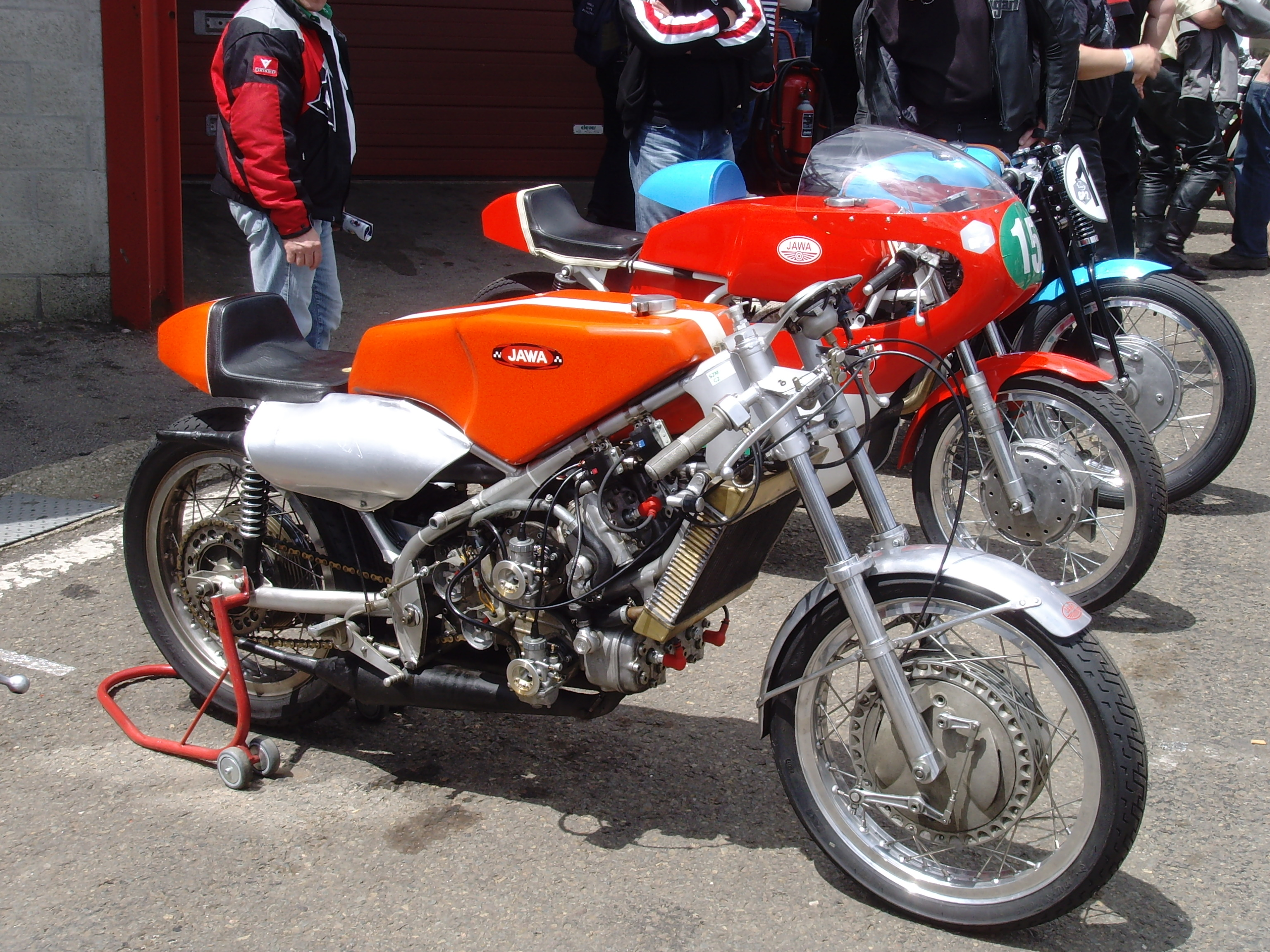
Jawa 350 cc V4

(Punten tussen haakjes zijn inclusief streepresultaten)

## 250cc-klasse
GP van Spanje, Jarama
In de training van de 250cc-klasse in Spanje was gebleken dat Santiago Herrero met de simpele eencilinder Ossa een fractie sneller was dan Renzo Pasolini met de Benelli 250 4C-viercilinder. Herrero nam ook de leiding in de race, maar werd bijgehaald en na enkele ronden gepasseerd door Pasolini. Tijdens hun tweestrijd raakten de machines elkaar even waardoor Pasolini zijn motorfiets plat moest gooien om te voorkomen dat hij in de vangrail terechtkwam. Dat besliste de 250cc-race want Kent Andersson (Yamaha) had bij de finish 25 seconden achterstand en hij werd tweede vóór Börje Jansson die op 44 seconden derde werd met zijn Yamaha met Kawasaki-frame. Pasolini kon de rest van de dag niet meer starten.
GP van Duitsland, Hockenheim
Op de snelle baan van Hockenheim leken vooral de 250cc-machines het moeilijk te hebben, want van de 35 starters kwamen er slechts 13 aan de eindstreep. Steeds weer vielen belangrijke coureurs uit: Heinz Rosner (MZ), Santiago Herrero (Ossa), Dieter Braun (MZ) en László Szabó (MZ). Kent Andersson won de race, Lothar John (Yamaha) werd tweede en Klaus Huber (Yamaha) werd derde. Het begon nu wel duidelijk te worden dat de Yamaha TD 2 productieracer moeilijk te verslaan was. 
GP van Frankrijk, Le Mans
In Frankrijk nam Herrero in de derde ronde de leiding en stond die niet meer af. De strijd om de tweede plaats ging tussen Heinz Rosner (MZ), Rodney Gould (Yamaha) en Walter Villa, die Renzo Pasolini (herstellende van een sleutelbeenbreuk) verving en daarom een viercilinder Benelli had. Villa miste in de 13e ronde een bocht en viel even later uit met een defecte versnellingsbak, en uiteindelijk kreeg ook Gould versnellingsproblemen. Hij miste de 3e versnelling maar wist met veel handigheid toch voor Rosner te blijven. Drie ronden voor het einde brandde Rosner een gat in een zuiger en viel uit. Het gevecht om de derde plaats werd gewonnen door Kent Andersson.
Isle of Man TT, Mountain Course
Renzo Pasolini had weliswaar een spoedoperatie ondergaan om zijn gebroken sleutelbeen te herstellen, maar hij was nog niet fit voor de Isle of Man TT. Benelli zat met de handen in het haar en vroeg twee coureurs om haar dure viercilinders te bemannen: Kel Carruthers en Phil Read. Ook MZ had een probleem nadat Heinz Rosner in de training een sleutelbeen had gebroken. De Lightweight TT ging aanvankelijk tussen Carruthers, Read en Rodney Gould (Yamaha TD 2). Carruthers moest even wennen aan de Benelli, waardoor Gould enkele ronden lang de snelste tijden kon rijden. Carruthers ging daarna sneller, waardoor Gould en Read vochten om de tweede plaats. Ze vielen echter allebei uit: de Yamaha van Rodney Gould viel in de derde ronde stil zonder benzine en Read had problemen met het schakelen en in de vijfde ronde schakelde hij verkeerd, waardoor het toerental opliep tot 17.000 en er een klep in de cilinder viel. Daarmee was ook Read uitgeschakeld. Dat zorgde ervoor dat Frank Perris met zijn Suzuki tweede kon worden en Santiago Herrero met de Ossa derde. Herrero had al een goed seizoen gedraaid en stond nu aan de leiding van het WK, maar de combinatie Carruthers/Benelli ging nog hoge ogen gooien.
Dutch TT, Assen
In Assen trainde Rodney Gould als snelste met zijn Daytona-Yamaha. Hij was zelfs drie volle seconden sneller dan Renzo Pasolini, die weliswaar genezen maar nog niet echt fit leek te zijn. Gould was ook vier seconden sneller dan Santiago Herrero (met de nieuwe watergekoelde versie van de Ossa) en zes seconden sneller dan Kel Carruthers die ondanks de terugkeer van Pasolini bij Benelli bleef. In de race startte Herrero toch maar met de luchtgekoelde Ossa. Zijn teamgenoot Carlos Giro bewees zijn gelijk: hij moest met de nieuwe machine al na een paar ronden de pit in. Na de start schoot Dieter Braun met zijn MZ als snelste weg maar Rodney Gould nam de leiding over. Hij werd lange tijd achtervolgd door de Benelli's van Pasolini en Carruthers. Pasolini maakte zich los en verkleinde de afstand tot Gould en in de zevende ronde ging hij hem voorbij. In de achtste ronde ging ook Carruthers Gould voorbij en daarop maakte die laatste een pitstop om zijn bougies te laten vervangen. Daardoor kon Herrero hem ook voorbij gaan maar meer plaatsen verloor Gould niet: omdat zijn Yamaha nu weer prima liep kon hij de vierde plaats vasthouden.
GP van België, Spa-Francorchamps
In België ging het in de training voortvarend met de Benelli's, maar in de race niet. Bij de start was Dieter Braun met de MZ RE 250 als eerste weg omdat zijn machine simpelweg sneller op toeren kwam. Rodney Gould (Yamaha) zat in zijn slipstream en op de derde plaats reed Santiago Herrero (Ossa). Pasolini viel al snel uit, maar Kel Carruthers nam de leiding met zijn Benelli over en niemand kon hem volgen. Carruthers schakelde echter een paar keer mis en dat bracht Herrero en Gould langszij en voorbij. Herrero won de race, Gould werd tweede en Carruthers werd derde. 
GP van de DDR, Sachsenring
De 250cc-race van de DDR werd in de regen verreden, maar was desondanks leuk en spannend. Heinz Rosner was hersteld van zijn sleutelbeenbreuk op Man en nam bij de start meteen de leiding. Herrero en Pasolini joegen achter hem aan, terwijl er ook om de vierde plaats gevochten werd door Gould, Carruthers en Andersson. In de derde ronde nam Herrero de leiding en Pasolini was nu tweede. In de zesde ronde moest Rosner de pit in om een bougie te wisselen. Hij werd daardoor gepasseerd door Andersson en Carruthers, terwijl Gould intussen was gevallen. Toen Rosner weer de baan op kon wist hij de derde plaats echter weer snel in te nemen. In de laatste ronde leverden Herrero en Pasolini nog een flink gevecht en uiteindelijk won Pasolini met een kleine voorsprong. 
GP van Tsjecho-Slowakije, Brno
In Brno leidde Rodney Gould vier ronden lang en hij lag zelfs 3½ seconde vóór op Renzo Pasolini, maar toen begon de Yamaha steeds slechter te lopen en Pasolini ging voorbij. Kel Carruthers had al moeite genoeg de derde plaats vast te houden, want hij werd aangevallen door Heinz Rosner die 3 seconden tekortkwam. 
GP van Finland, Imatra
De 250cc-race in Imatra was erg spannend. Het was schitterend weer (voor het eerst sinds men hier in 1965 naartoe verhuisd was) en Heinz Rosner nam met zijn MZ de leiding voor Herrero (Ossa), Pasolini (Benelli), Gould (Yamaha), Andersson (Yamaha), Carruthers (Benelli) en Bartusch (MZ). In de tweede ronde brak Rosner's krukas. Herrero nam de leiding over tot de 7e ronde toen Pasolini de kop overnam. In de twaalfde ronde ging Andersson voorop toen hij het ronderecord verbeterde. Herrero en Pasolini vielen allebei in de 14e ronde. Pasolini blesseerde zijn schouder en was voor de rest van seizoen uitgeschakeld. Herrero kon nog in de pit zijn stuurhelften laten repareren maar werd daardoor al op een ronde gezet. In de laatste ronde moest Gould ook door krukasproblemen stoppen waardoor de tweede plaats (achter Andersson) naar Bartusch ging, terwijl Börje Jansson (Kawasaki) derde werd. 
Ulster Grand Prix, Dundrod
Zonder Pasolini won Benelli toch in Ulster, want Kel Carruthers was voor niemand bij te houden. Dat opende ineens ook weer kansen op de wereldtitel voor Carruthers, die pas in de vierde race (Man) op de Benelli was gestapt. Hij leidde de race van start tot finish. Herrero ging in de tweede ronde vechtend (tegen Rodney Gould) ten onder. Hij gleed door een heg de akker in. Rosner begon Gould nu aan te vallen, maar diens Yamaha gaf in de vijfde ronde de geest. Rosner leek nu tweede te worden, maar die moest weer naar de pit om bougies te wisselen. Kent Andersson werd tweede en Ray McCullough (Yamaha) werd derde.
Nations GP, Imola
In Italië kwam Phil Read weer eens aan de start. Hij had in 1969 alleen aan de Isle of Man TT deelgenomen, maar was in twee klassen uitgevallen. Nu op de Yamaha nam hij het op tegen Kel Carruthers en Read won. Dat kostte Benelli drie kostbare punten voor Carruthers, waardoor hem de leiding in het kampioenschap werd afgenomen. Read was kwaad op Benelli omdat dat merk niet bereid was geweest hem een fabrieksmachine voor de Italiaanse GP te geven. In de laatste ronden werd zo hard gevochten, dat zowel Read als Carruthers het oude ronderecord van Mike Hailwood braken. Kent Andersson, de grootste concurrent van Carruthers, werd derde. In de training reed Walter Villa met de nieuwe, spectaculaire Moto Villa V4 met luchtkoeling, maar in de race gebruikte hij de eencilinder productieracer, waarmee hij 9e werd. De strijd om de titel moest in Joegoslavië beslist worden, want Santiago Herrero stond aan de leiding met 83 punten, maar Kel Carruthers en Kent Andersson hadden er allebei 82. 
GP van de Adriatische Zee Opatija
Op het stratencircuit van Opatija had Andersson het snelste getraind, Carruthers was tweede en zijn teamgenoot Gilberto Parlotti was derde. Herrero liep nog met een verbonden hand na zijn val in Ulster. De omstandigheden tijdens de race waren verraderlijk: door de motregen was het asfalt nat en de aangebrachte strepen waren erg glad. Goede omstandigheden voor de lichte, eencilinder Ossa van Herrero en die leidde dan ook na de eerste ronde vóór de beide Benelli's. De kampioenschapsstrijd ging nu nog alleen tussen Herrero en Carruthers, want Andersson raakte steeds verder achterop. In de 7e ronde viel Herrero, en de beide Benelli-coureurs konden zijn glijdende motorfiets maar net ontwijken. Het had waarschijnlijk wel concentratie gekost, want nu kwam Andersson ineens met 2 à 3 seconden per ronde dichterbij en in de 14e ronde was de strijd weer helemaal open, want Andersson reed aan de leiding. Nu begon het stuivertje wisselen tussen Carruthers en Andersson, tot die laatste een flinke sliding maakte en met 160 km/h zijn motor toch weer onder controle wist te krijgen. Hij had 30 meter achterstand opgelopen en die maakte hij niet meer goed. Andersson viel zelfs terug naar de derde plaats achter Parlotti, maar dat was genoeg om in het wereldkampioenschap tweede te worden.

### Uitslagen 250cc-klasse
|    | Datum        | Race                      | Circuit           | 1e               | 2e                | 3e               | Snelste ronde     |
| -- | ------------ | ------------------------- | ----------------- | ---------------- | ----------------- | ---------------- | ----------------- |
| 1  | 4 mei        | GP van Spanje             | Jarama            | Santiago Herrero | Kent Andersson    | Börje Jansson    | Renzo Pasolini    |
| 2  | 11 mei       | GP van Duitsland          | Hockenheim        | Kent Andersson   | Lothar John       | Klaus Huber      | Heinz Rosner      |
| 3  | 18 mei       | GP van Frankrijk          | Le Mans           | Santiago Herrero | Rodney Gould      | Kent Andersson   | Santiago Herrero  |
| 4  | 10 juni      | Isle of Man TT            | Mountain Course   | Kel Carruthers   | Frank Perris      | Santiago Herrero | Kel Carruthers    |
| 5  | 28 juni      | TT van Assen              | Assen             | Renzo Pasolini   | Kel Carruthers    | Santiago Herrero | Renzo Pasolini    |
| 6  | 6 juli       | GP van België             | Spa-Francorchamps | Santiago Herrero | Rodney Gould      | Kel Carruthers   | Kel Carruthers    |
| 7  | 13 juli      | GP van de DDR             | Sachsenring       | Renzo Pasolini   | Santiago Herrero  | Heinz Rosner     | Renzo Pasolini    |
| 8  | 20 juli      | GP van Tsjecho-Slowakije  | Masaryk-Ring      | Renzo Pasolini   | Rodney Gould      | Kel Carruthers   | Rodney Gould      |
| 9  | 3 augustus   | GP van Finland            | Imatra            | Kent Andersson   | Günter Bartusch   | Börje Jansson    | Kent Andersson    |
| 10 | 16 augustus  | Ulster Grand Prix         | Dundrod           | Kel Carruthers   | Kent Andersson    | Ray McCullough   | Kel Carruthers    |
| 11 | 7 september  | GP des Nations            | Imola             | Phil Read        | Kel Carruthers    | Kent Andersson   | Phil Read         |
| 12 | 14 september | GP van de Adriatische Zee | Opatija           | Kel Carruthers   | Gilberto Parlotti | Kent Andersson   | Gilberto Parlotti |

### Eindstand 250cc-klasse
| Pos. | Coureur           | Merk             | Ptn.     |
| ---- | ----------------- | ---------------- | -------- |
| 1    | Kel Carruthers    | Benelli          | 89 (103) |
| 2    | Kent Andersson    | Yamaha           | 84 (108) |
| 3    | Santiago Herrero  | Ossa             | 83 (88)  |
| 4    | Renzo Pasolini    | Benelli          | 45       |
| 5    | Börje Jansson     | Kawasaki-Yamaha  | 45       |
| 6    | Rodney Gould      | Yamaha           | 44       |
| 7    | Heinz Rosner      | MZ               | 28       |
| 8    | Frank Perris      | Suzuki           | 25       |
| 9    | Lothar John       | Yamaha           | 21       |
| 10   | Dieter Braun      | MZ               | 20       |
| 11   | Günter Bartusch   | MZ               | 18       |
| 12   | Silvio Grassetti  | Yamaha           | 18       |
| 13   | Phil Read         | Benelli / Yamaha | 15       |
| 14   | László Szabó      | MZ               | 14       |
| 15   | Gilberto Parlotti | Benelli          | 12       |
| 16   | Mick Chatterton   | Yamaha           | 12       |
| 17   | Martti Pesonen    | Yamaha           | 11       |
| 18   | Angelo Bergamonti | Aermacchi        | 11       |
| 19   | Klaus Huber       | Yamaha           | 10       |
| 19   | Ray McCullough    | Yamaha           | 10       |
| 21   | Jean Auréal       | Yamaha           | 9        |
| 22   | Billie Guthrie    | Yamaha           | 8        |
| 23   | Chas Mortimer     | Yamaha           | 8        |
| 24   | Ian Richards      | Yamaha           | 7        |
| 25   | Giuseppe Visenzi  | Yamaha           | 6        |
| 25   | Toni Gruber       | Yamaha           | 6        |
| 25   | Frank Whiteway    | Suzuki           | 6        |

| Pos. | Coureur           | Merk            | Ptn. |
| ---- | ----------------- | --------------- | ---- |
| 28   | Walter Villa      | Villa / Benelli | 6    |
| 29   | Derek Chatterton  | Yamaha          | 5    |
| 29   | Eric Hinton       | Yamaha          | 5    |
| 31   | Dave Simmonds     | Kawasaki        | 5    |
| 32   | František Šťastný | Jawa            | 5    |
| 33   | Reinhard Scholtis | Kawasaki        | 4    |
| 33   | Eugenio Lazzarini | Benelli         | 4    |
| 33   | Stan Woods        | Yamaha          | 4    |
| 33   | Jack Findlay      | Yamaha          | 4    |
| 33   | Pentti Korhonen   | Yamaha          | 4    |
| 38   | Jerry Lancaster   | Yamaha          | 3    |
| 38   | Siegfried Lohmann | Suzuki          | 3    |
| 38   | Carlos Giró       | Ossa            | 3    |
| 38   | Teuvo Länsivuori  | Yamaha          | 3    |
| 38   | Dick Pipes        | Yamaha          | 3    |
| 38   | Heinz Kriwanek    | Suzuki          | 3    |
| 44   | Christian Ravel   | Yamaha          | 3    |
| 45   | Billie Nelson     | Yamaha          | 2    |
| 45   | John Ringwood     | Yamaha          | 2    |
| 45   | Keith Turner      | Aermacchi       | 2    |
| 45   | Tony Rutter       | Yamaha          | 2    |
| 49   | Gordon Keith      | Yamaha          | 2    |
| 49   | Gyula Marsovszky  | Yamaha          | 2    |
| 51   | Matti Salonen     | Yamaha          | 1    |
| 51   | Karel Bojer       | ČZ              | 1    |

(Punten tussen haakjes zijn inclusief streepresultaten)

### Constructeurstitel 250cc-klasse
| 1  | Benelli   | 102 (124) |
| 2  | Yamaha    | 93 (139)  |
| 3  | Ossa      | 83 (91)   |
| 4  | MZ        | 53 (58)   |
| 5  | Kawasaki  | 48 (51)   |
| 6  | Suzuki    | 28        |
| 7  | Aermacchi | 13        |
| 8  | Villa     | 6         |
| 9  | Jawa      | 5         |
| 10 | ČZ        | 1         |

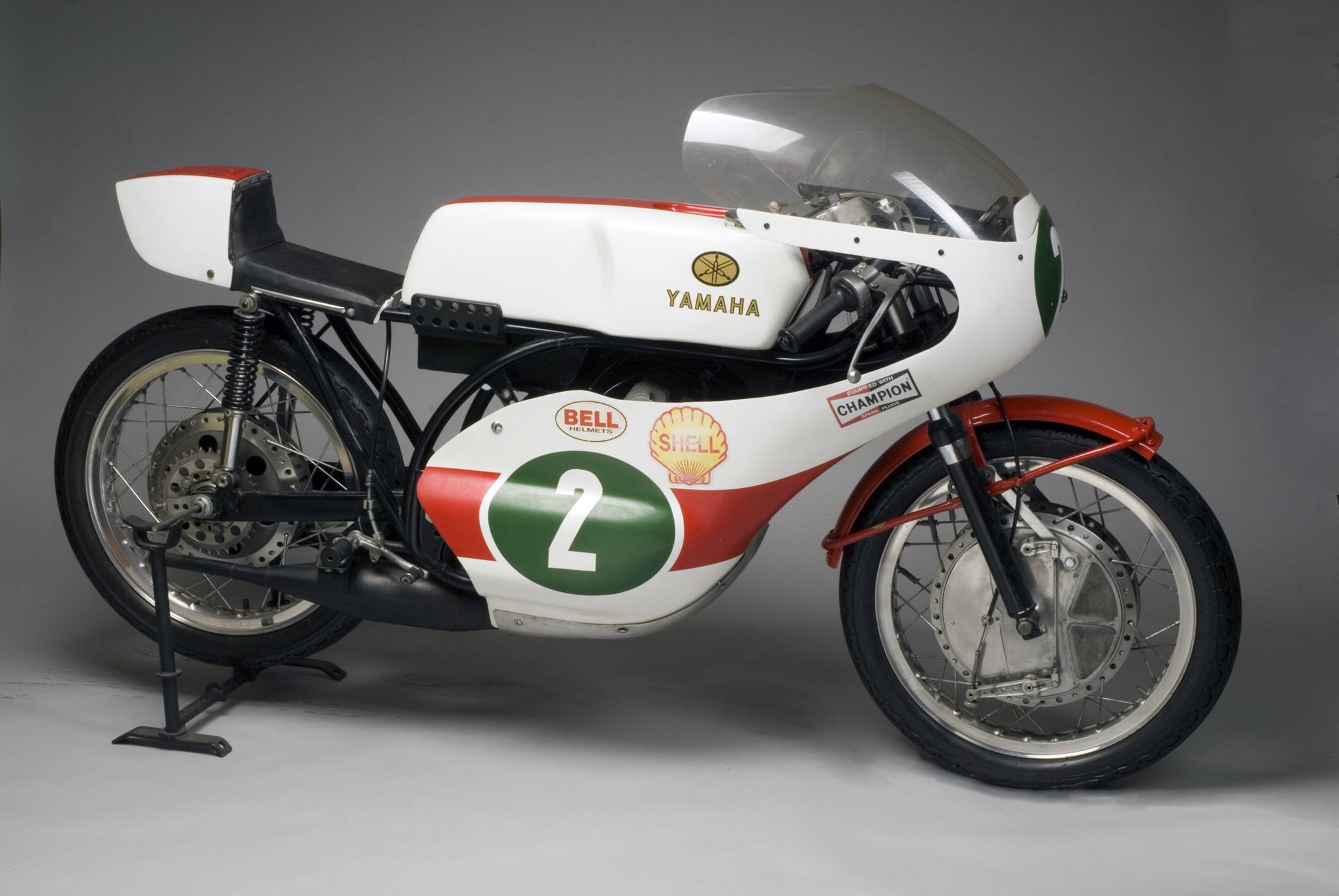
Yamaha TD 2

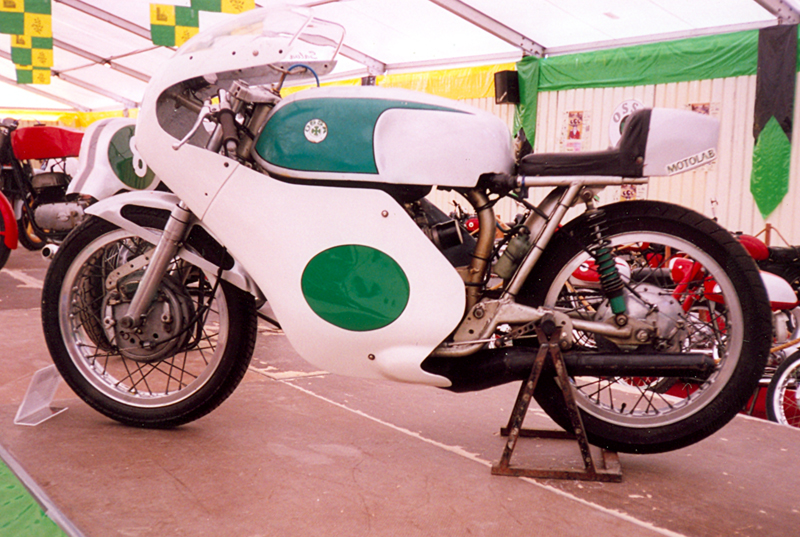
Ossa 250 cc

(Punten tussen haakjes zijn inclusief streepresultaten)

## 125cc-klasse
GP van Spanje, Jarama
In de eerste race in Spanje had Cees van Dongen met zijn ex- fabrieks-Suzuki veel last in de trainingen gehad door schakelproblemen. Hij haalde 's avonds het blok uit elkaar en ontdekte bramen op enkele tandwielen die hij hierdoor tijdig kon repareren. Hij stond wel op de voorste startrij. Hij startte als snelste, maar werd al in de eerste ronde ingehaald door Salvador Cañellas, die onverwacht een ex-fabrieks-Yamaha had gekregen. Hij viel echter in de tweede ronde al uit. Van Dongen liep daarna ver uit op de rest van het veld en won onbedreigd. Dit was de tweede Nederlandse overwinning van de dag (na Aalt Toersen in de 50cc-race). Kent Andersson (Maico) werd op bijna 1½ minuut tweede en Walter Villa (Moto Villa) werd derde. 
GP van Duitsland, Hockenheim
In Duitsland viel van Dongen uit. De strijd om de eerste plaats ging tussen Dave Simmonds (Kawasaki) en Dieter Braun (Suzuki), die eerste en tweede werden. Heinz Rosner (MZ (Zschopau)|MZ) verloor op het laatste moment zijn derde plaats aan Heinz Kriwanek (zelfbouw Rotax). Rosner's motor was vastgelopen, maar hij werd toch nog vijfde. Dieter Braun had de Suzuki van Hans Georg Anscheidt gekocht voor 35.000 gulden. Ook Cees van Dongen had een dergelijke Suzuki-twin, maar die was een jaar ouder. Van Dongen werd echter goed gesteund door Henk Viscaal, die ook alle reservedelen van Anscheidt had gekocht. Daar kwam Dieter Braun ook achter: hij was gedwongen zijn Suzuki aan Viscaal te verkopen, op voorwaarde dat hij er in 1969 nog op mocht rijden. In Assen was zijn Suzuki dan ook al in de kleuren van Motor Racing Team Nederland gespoten.
GP van Frankrijk, Le Mans
In Frankrijk vielen veel coureurs uit, en vooral de allersnelsten. Dieter Braun en Cees van Dongen namen na de start de leiding. Dave Simmonds startte heel slecht met zijn ex-fabrieks-Kawasaki. Van Dongen begon weg te lopen en Simmonds passeerde in de zesde ronde Braun, die uiteindelijk met motorpech uitviel. In de 12e ronde viel van Dongen ook uit en kwam Simmonds op kop te liggen. Zijn machine begon op één cilinder te lopen en hij moest de pit in om bougies te wisselen. Daarvan profiteerde Bo Granath die een prototype Yamaha YZ 623 tweecilinder had. Achter hem reden Heinz Rosner (MZ), Jean Auréal (prototype Yamaha) en Börje Jansson (Maico). Jansson viel in de 20e ronde en Rosner nam de kop van Granath over, maar Granath viel met een gebroken krukas uit en hetzelfde overkwam Rosner twee ronden later. Op die manier kón Auréal niet meer verliezen, hij had op de finish meer dan een minuut voorsprong op tweede man Dave Simmonds. Ginger Molloy (Bultaco) werd derde. Auréal was de eerste Franse GP-winnaar sinds Pierre Monneret in 1954. 
4. Isle of Man Lightweight 125 cc TT, Snaefell Mountain Course
Door het wegvallen het Yamaha-fabrieksteam daalde de gemiddelde snelheid in de Lightweight 125 cc TT dramatisch. Dave Simmonds hoefde zich echter geen zorgen te maken over concurrentie: Cees van Dongen, winnaar in Spanje, en Jean Auréol, winnaar in Frankrijk, waren niet eens op Man. Nu kwam het enige gevaar van een van de eerste optredens van de gloednieuwe Aermacchi Ala d'Oro 125 tweetakten met Kel Carruthers aan het stuur. Simmonds gaf Kawasaki haar eerste overwinning in de Isle of Man TT, maar hij reed zijn snelste ronde 8 mph (12,8 km/h) langzamer dan Bill Ivy in 1968 had gedaan. Toch hield hij op het eind een marge van bijna zes minuten over op Carruthers. Nadat Fred Launchbury gediskwalificeerd was omdat zijn Bultaco een onreglementaire cilinderinhoud (1,2cc te veel) had, werd Gary Dickinson op een productie-Honda derde. De race kende een groot aantal uitvallers, waaronder John Ringwood, die als vervanger voor Heinz Rosner (gebroken sleutelbeen in de training) op de fabrieks-MZ reed, en de jonge Chas Mortimer, die in de laatste ronde op de tweede plaats liggend uitviel met zijn fabrieks-Moto Villa. 
Dutch TT, Assen
Vóór de TT van Assen ging het gerucht dat MZ met een nieuwe tweecilinder zou starten, nu men de driecilinder voorgoed in de ijskast had gezet. MZ had echter het probleem dat topcoureur Heinz Rosner voorlopig uitgeschakeld was door een gebroken sleutelbeen. Door de ellende die door een Telegraaf-artikel (zie kader) veroorzaakt was, liep Cees van Dongen in Assen woedend door het rennerskwartier. De 50cc-race was hem door de neus geboord, maar ook de benodigde concentratie voor de 125cc-race was ver te zoeken. De 125cc-race verliep al net zo dramatisch. In de laatste ronde moest hij stoppen met een kletsnatte achterband door de weglekkende versnellingsbakolie, en zelfs dat had slimmer gekund: als hij in zijn laatste ronde vóór de streep gestopt was en gewacht had tot winnaar Dave Simmonds finishte, had hij zijn motorfiets als vierde (op één ronde) over de streep kunnen duwen. Met de nieuwe puntentelling had dat toch acht punten opgeleverd. In de trainingen had bijna iedereen problemen: Dave Simmonds moest een aantal keren een blok vervangen, van Dongen monteerde een nieuwe krukas, Kent Andersson reviseerde zijn Yamaha (die sneller was dan zijn Maico) en ook Dieter Braun had de nodige problemen. De enige die zonder kleerscheuren door de training kwam was Heinz Kriwanek met zijn samen met Heinz Lippitsch zelf gelaste frame en standaard Rotax blokje. In de race was er weinig spanning: Een kopgroep van vijf rondde de baan de eerste keer, aangevoerd door van Dongen, maar die werd voor de hoofdtribune gepasseerd door de "scharrige" Rotax-zelfbouw van Kriwanek. Die kreeg meteen de volle rijwind te verwerken en viel dan ook meteen weer terug. Na een paar ronden viel hij uit. Vanaf de tweede ronde begon Dave Simmonds met de Kawasaki van de rest weg te lopen. Bij de finish had hij al een halve ronde voorsprong op Andersson. Silvano Bertarelli (Aermacchi Ala d'Oro 125) wist als derde nog net binnen dezelfde ronde te blijven. Dieter Braun was goed gestart, maar hij viel uit met een gebroken schakelstang. 
GP van België, Spa-Francorchamps
In België verstevigde Dave Simmonds zijn leidende positie. Cees van Dongen had de beste start, maar na de eerste ronde reed Simmonds al voorop met de beide MRTN-Suzuki's van Braun en van Dongen er vlak achter. Van Dongen besloot na een paar ronden "op heelhouden" te rijden waardoor er een duel ontstond tussen Braun en Simmonds. Van Dongen werd aldus derde. Kent Andersson (Yamaha) werd vierde en behield zijn tweede plaats in het wereldkampioenschap. 
GP van de DDR, Sachsenring
Simmonds won ook in de DDR, en werd daarmee onbereikbaar voor de concurrentie en vier wedstrijden voor het einde van het seizoen was hij al wereldkampioen. Toch werd de wedstrijd eerst aangevoerd door Dieter Braun, die als West-Duitser toch enthousiast werd toegejuicht door het Oost-Duitse publiek. Vlak voor het einde van de race brak zijn krukas, waardoor Simmonds spekkoper werd. Braun werd duwend elfde. Günter Bartusch lag lang op de derde plaats maar viel met zijn MZ ook uit, en daardoor werd de Oostenrijker Heinz Kriwanek met zijn zelfbouwmachine tweede, vlak voor Fritz Kohlar (MZ). 
GP van Tsjecho-Slowakije, Brno
Dieter Braun begon voortvarend aan de Grand Prix van Tsjecho-Slowakije. Na twee ronden had hij al acht seconden voorsprong op Simmonds, maar toen ging het schakelen van zijn tienversnellingsbak steeds moeilijker. Simmonds passeerde hem in de zesde ronde en won met 11 seconden voorsprong. Cees van Dongen lag van start tot finish op de derde plaats. Behalve zijn wereldtitel had Dave Simmonds nog iets te vieren: meteen na de race reisde hij naar Engeland om te trouwen met Julie Boddice, de dochter van voormalig zijspancoureur Bill Boddice.
GP van Finland, Imatra
In Finland ging Cees van Dongen aanvankelijk aan de leiding met zijn teamgenoot Dieter Braun achter zich en op de derde plaats Günter Bartusch met zijn MZ. Simmonds lag toen nog vierde, maar in de derde ronde pakte hij al definitief de leiding. Bartusch wist de tweede plaats over te nemen en van Dongen werd slechts derde. 
Nations GP, Imola
Ook in Imola was wereldkampioen Simmonds voor niemand bereikbaar. De strijd ging om de tweede plaats tussen László Szabó (MZ) en drie zelfbouwracers: die van de gebroeders Walter en Francesco Villa en die van Heinz Kriwanek. Szabó werd uiteindelijk tweede doordat Walter Villa problemen kreeg met zijn koppeling en Francesco's zicht slechter werd doordat er een vlinder tegen zijn stofbril was gesneuveld. Francesco wist toch nog derde te worden. 
GP van de Adriatische Zee Opatija
De tweede plaats in het kampioenschap was nog steeds open en ging tussen de beide MRTN-rijders Cees van Dongen en Dieter Braun, beide op ex-fabrieks-Suzuki's die eigendom waren van Henk Viscaal. Jammer genoeg was van Dongen gebrouilleerd geraakt met Viscaal en hij kon dan ook - bij gebrek aan motorfiets - niet starten. Braun kreeg het niet cadeau, want zijn motor wilde bij de start niet aanslaan en 25 seconden na het vertrek van het veld kon ook Braun aan zijn race beginnen. Die werd nog even geleid door de Pool Ryszard Mankiewicz (MZ), maar daarna nam Dave Simmonds het van hem over. Uitgerekend in deze laatste race won Simmonds niet, want in de laatste ronde kwam Braun voorbij om te winnen. Nodig was dat niet, want elke podiumplaats was genoeg geweest voor de tweede plaats in de eindstand.

### Uitslagen 125cc-klasse
|    | Datum        | Race                      | Circuit           | 1e              | 2e              | 3e                 | Snelste ronde     |
| -- | ------------ | ------------------------- | ----------------- | --------------- | --------------- | ------------------ | ----------------- |
| 1  | 4 mei        | GP van Spanje             | Jarama            | Cees van Dongen | Kent Andersson  | Walter Villa       | Salvador Cañellas |
| 2  | 11 mei       | GP van Duitsland          | Hockenheim        | Dave Simmonds   | Dieter Braun    | Heinz Kriwanek     | Dieter Braun      |
| 3  | 18 mei       | GP van Frankrijk          | Le Mans           | Jean Auréal     | Dave Simmonds   | Ginger Molloy      | Dave Simmonds     |
| 4  | 12 juni      | Isle of Man TT            | Mountain Course   | Dave Simmonds   | Kel Carruthers  | Gary Dickinson     | Dave Simmonds     |
| 5  | 28 juni      | TT van Assen              | Assen             | Dave Simmonds   | Kent Andersson  | Silvano Bertarelli | Dave Simmonds     |
| 6  | 6 juli       | GP van België             | Spa-Francorchamps | Dave Simmonds   | Dieter Braun    | Cees van Dongen    | Dieter Braun      |
| 7  | 13 juli      | GP van de DDR             | Sachsenring       | Dave Simmonds   | Heinz Kriwanek  | Friedhelm Kohlar   | Dieter Braun      |
| 8  | 20 juli      | GP van Tsjecho-Slowakije  | Masaryk-Ring      | Dave Simmonds   | Dieter Braun    | Cees van Dongen    | Dave Simmonds     |
| 9  | 3 augustus   | GP van Finland            | Imatra            | Dave Simmonds   | Günter Bartusch | Cees van Dongen    | Dave Simmonds     |
| 10 | 7 september  | GP des Nations            | Imola             | Dave Simmonds   | László Szabó    | Francesco Villa    | Dave Simmonds     |
| 11 | 14 september | GP van de Adriatische Zee | Opatija           | Dieter Braun    | Dave Simmonds   | Ryszard Mankiewicz | Dieter Braun      |

### Eindstand 125cc-klasse
| Pos. | Coureur            | Merk           | Ptn.     |
| ---- | ------------------ | -------------- | -------- |
| 1    | Dave Simmonds      | Kawasaki       | 90 (144) |
| 2    | Dieter Braun       | Suzuki         | 59       |
| 3    | Cees van Dongen    | Suzuki         | 51       |
| 4    | Kent Andersson     | Maico / Yamaha | 36       |
| 5    | Heinz Kriwanek     | Rotax          | 33       |
| 6    | Ginger Molloy      | Bultaco        | 29       |
| 7    | Ryszard Mankiewicz | MZ             | 27       |
| 8    | László Szabó       | MZ             | 26       |
| 9    | Friedhelm Kohlar   | MZ             | 24       |
| 10   | Kel Carruthers     | Aermacchi      | 20       |
| 11   | Walter Villa       | Villa          | 18       |
| 12   | Silvano Bertarelli | Aermacchi      | 17       |
| 13   | Thomas Heuschkel   | MZ             | 16       |
| 14   | Jean Auréal        | Yamaha         | 15       |
| 15   | Lothar John        | MZ             | 14       |
| 16   | Günter Bartusch    | MZ             | 12       |
| 17   | Jan Huberts        | MZ             | 11       |
| 18   | Gary Dickinson     | Honda          | 10       |
| 18   | Francesco Villa    | Villa          | 10       |
| 20   | Tommy Robb         | Bultaco        | 9        |
| 21   | Siegfried Lohmann  | MZ             | 9        |
| 22   | Enrique Escuder    | Bultaco        | 8        |
| 22   | Jacques Roca       | Derbi          | 8        |
| 22   | Steve Murray       | Honda          | 8        |
| 25   | John Dodds         | Aermacchi      | 7        |
| 26   | Barry Smith        | Derbi          | 7        |
| 26   | Giuseppe Mandolini | Villa          | 7        |

| Pos. | Coureur               | Merk        | Ptn. |
| ---- | --------------------- | ----------- | ---- |
| 28   | Bruno Veigel          | Honda       | 6    |
| 28   | Heinz Rosner          | MZ          | 6    |
| 28   | Jean-François Chaffin | Villa       | 6    |
| 28   | John Kiddie           | Honda       | 6    |
| 32   | Pierre Viura          | Maico       | 5    |
| 32   | Carl Ward             | Honda       | 5    |
| 32   | Chas Mortimer         | Villa       | 5    |
| 35   | Walter Scheimann      | Villa       | 5    |
| 36   | Jerry Lancaster       | Honda       | 5    |
| 37   | Daniel Crivello       | Maico       | 4    |
| 37   | John Shacklady        | Bultaco     | 4    |
| 37   | Bosse Granath         | MZ / Yamaha | 4    |
| 40   | Börje Jansson         | Maico       | 4    |
| 41   | Pertti Leinonen       | Honda       | 3    |
| 41   | Charles Garner        | Bultaco     | 3    |
| 41   | Herbert Denzler       | Honda       | 3    |
| 44   | Ramón Galí            | Bultaco     | 2    |
| 44   | Jean Campiche         | Honda       | 2    |
| 44   | Jean-Louis Pasquier   | Bultaco     | 2    |
| 44   | Bob Coulter           | Bultaco     | 2    |
| 44   | Seppo Kangasniemi     | MZ          | 2    |
| 49   | Jim Curry             | Honda       | 1    |
| 49   | Tom Loughridge        | Bultaco     | 1    |
| 49   | Lous van Rijswijk jr. | Yamaha      | 1    |
| 49   | Hartmut Bischoff      | MZ          | 1    |
| 49   | Eberhard Mahler       | MZ          | 1    |
| 49   | János Reisz           | MZ          | 1    |

(Punten tussen haakjes zijn inclusief streepresultaten)

### Constructeurstitel 125cc-klasse
| 1  | Kawasaki  | 90 (144) |
| 2  | Suzuki    | 76 (82)  |
| 3  | MZ        | 60 (70)  |
| 4  | Villa     | 39 (40)  |
| 5  | Aermacchi | 38 (39)  |
| 6  | Bultaco   | 37 (39)  |
| 7  | Yamaha    | 36       |
| 8  | Rotax     | 33       |
| 9  | Honda     | 26       |
| 10 | Maico     | 20       |
| 11 | Derbi     | 15       |

(Punten tussen haakjes zijn inclusief streepresultaten)

## 50cc-klasse
GP van Spanje, Jarama
Al tijdens de training van de 50cc-klasse in Spanje was duidelijk dat drie rijders ver boven de rest uit staken: Aalt Toersen met de Van Veen-Kreidler, Barry Smith met de Derbi en Jan de Vries, ook met een Van Veen-Kreidler. Toersen startte als snelste in de natte race maar kreeg al snel gezelschap van Santiago Herrero (Derbi). De Vries kreeg al snel een grote achterstand maar lag toch nog derde, op kop van een flinke groep achtervolgers. Toersen en Herrero maakten er vijf ronden lang een spannende race van, maar toen viel Herrero. Smith wist op de tweede plaats te komen maar viel in zijn drang om Toersen te bereiken. Om de Spaanse eer te redden moest Ángel Nieto enorme risico's nemen. Hij wist de tweede plaats te bereiken. Jan de Vries reed op safe en hield de derde plaats vast. Paul Lodewijkx was toen al uitgevallen met een slecht lopende motor. Hij moest de Jamathi uit 1968 gebruiken omdat zijn nieuwe machine nog niet klaar was. Maar het Nederlandse succes was met drie podiumplaatsen enorm, vooral omdat de tribune op dat moment (tussen 9 en 10 uur 's ochtends) vrijwel uitsluitend bevolkt was door een honderdtal Nederlanders die met een chartervlucht, georganiseerd door het Motor Racing Team Nederland (MRTN) naar Jarama waren gekomen.
GP van Duitsland, Hockenheim
Na de Grand Prix van Spanje had Jan Thiel al snel ontdekt wat de oorzaak was van het slechte lopen van de Jamathi van Paul Lodewijkx en vol goede moed toog men naar Hockenheim. Paul trainde echter zeer slecht en reed in de race van de 22e naar de 4e plaats toen zijn motor weer kapotging. Ingenieur Johann Hilber van de Kreidler-fabriek stond tijdens de trainingen verbaasd te kijken wat de privé-initiatieven met zijn machines vermochten. Voor Nederland en Kreidler was het toch weer een succes: Aalt Toersen won opnieuw, Jan de Vries werd tweede en Barry Smith werd met de Derbi derde. Na de race protesteerde het team van Derbi opnieuw (na het mislukte protest tegen de Jamathi van Paul Lodewijkx in 1968). Dit keer moest de Tomos gewogen worden om te controleren of het minimale gewicht van 60 kg wel gehaald werd. De organisatie moest daarop een bascule bij een aardappelhandel lenen om de motorfiets te kunnen wegen. Ook dit Spaanse protest bleek ongegrond te zijn.
GP van Frankrijk, Le Mans
Op het Circuit Bugatti in Frankrijk was Aalt Toersen alweer als snelste weg op de net opgedroogde baan. Hij nam meteen 300 meter voorsprong op Nieto die hem ook niet meer kon bijhalen. Toersen won zijn derde race op rij. Jan de Vries vocht om de derde plaats met Barry Smith, maar viel met een gebroken zuiger uit. Smith was bijna zeker van de derde plaats, tot zijn motor begon over te slaan en Gilberto Parlotti (Tomos) hem voorbij ging. Die moest door benzinetekort vertragen waardoor Paul Lodewijkx derde werd. Parlotti werd toch nog vierde.
Dutch TT, Assen
| Cees van Dongen was ingeschreven voor de 50- en de 125cc-races in de TT van Assen, maar kon niet starten omdat een journalist van De Telegraaf ("onze speciale verslaggever") geruchten over een gebroken pols als waarheid publiceerde. Daarop nam de verzekering van de KNMV geen genoegen met een verklaring van Van Dongens huisarts: hij moest röntgenfoto's van de pols laten maken in het ziekenhuis van Assen. De medische verklaring kwam te laat om nog in de 50cc-race te kunnen starten. De pols van Van Dongen was weliswaar gekneusd (dat was ook door niemand ontkend), maar niet gebroken en hij zou later gewoon in de 125cc-klasse starten. De Telegraaf meldde ook dit maandag na de race, maar over "onze speciale verslaggever" werd niet meer gesproken. |

Voor de TT van Assen zag het er voor het Nederlandse kamp heel goed uit: de nieuwe, watergekoelde Jamathi was klaar en zou door Paul Lodewijkx bereden worden. (Martin Mijwaart reed op de luchtgekoelde versie) en Van Veen-Kreidler bracht Jan de Vries, Aalt Toersen en Cees van Dongen aan de start. Als Toersen zijn thuisrace zou winnen was hij al bijna niet meer in te halen in de strijd om de wereldtitel. Bovendien had de Kreidler-fabriek nu eindelijk ook iets voor het team gedaan: twee machines waren van een zesversnellingsbak en een droge koppeling voorzien. Zowel de Kreidler als de Jamathi waren erg snel: ze hadden allebei voor het eerst een ronde onder twee minuten op Zandvoort gereden. Ángel Nieto boorde in de trainingen alle hoop de grond in: hij was 7 seconden sneller dan Aalt Toersen. Toersen besloot uiteindelijk op de "oude" vijfversnellings-Kreidler te starten. De nieuwe Jamathi wilde ook niet goed meer lopen, maar Lodewijkx trainde er sneller mee dan Mijwaart met de oude luchtgekoelde machine. Bij de start was Cees van Dongen ondanks een 7e trainingstijd niet van de partij (zie kader). De Kreidlers van Jan de Vries en Aalt Toersen leidden na de eerste ronde, met Nieto er vlak achter. In de tweede ronde nam Nieto de leiding al over, terwijl de Jamathi van Mijwaart al in de eerste ronde gestrand was met een vastloper en die van Lodewijkx slecht op toeren kwam bij de start. Paul Lodewijkx kwam na één ronde als 16e door. Uiteindelijk ging ook Barry Smith de beide Kreidlers voorbij. In de vijfde ronde viel Nieto echter uit, door een gebroken veertje van de onderbreker. Op het moment dat de achtervolgers de gestrande Nieto voorbijgingen passeerde de Vries Smith weer, maar die pakte zijn eerste plaats terug. Smith won de race, de Vries werd tweede en Toersen werd derde. Lodewijkx had intussen een inhaalrace ingezet en finishte als vierde.  
GP van België, Spa-Francorchamps
In de Belgische GP ging Jan de Vries op doktersadvies niet van start nadat hij bij een val in de training enkele flinke schaafwonden had opgelopen. Aalt Toersen en Cees van Dongen bemanden de Van Veen-Kreidlers, maar ze waren in de trainingen aanmerkelijk trager dan Angel Nieto met de Derbi. Bij de startopstelling werd er aan die Derbi echter nog flink gesleuteld. Jos Schurgers (Kreidler) startte het snelste, gevolgd door Aalt Toersen (Van Veen-Kreidler) en Jan Huberts (Kreidler). Na de eerste ronde van 14 km was Schurgers al uitgevallen, net als Ángel Nieto. Santiago Herrero (Derbi) reed nu op kop vlak voor Aalt Toersen en Cees van Dongen. Na de tweede ronde lag Barry Smith (Derbi) al op de tweede plaats en Aalt Toersen lag al ver achter hem. Op de vierde plaats reed Paul Lodewijkx met de Jamathi. In de vierde ronde viel Lodewijkx uit waardoor zijn plaats werd ingenomen door van Dongen. In de vijfde en laatste ronde nam Smith de kop over van zijn teamgenoot Herrero. Een tactische zet, want Smith was de best geklasseerde Derbi-coureur in het kampioenschap. Toersen beperkte de schade door derde te worden. 
GP van de DDR, Sachsenring
In Oost-Duitsland had Aalt Toersen een slechte start, maar die van Barry Smith was nog veel slechter, die een halve minuut moest duwen voor zijn motor aansloeg en behoorlijk op toeren wilde komen. Zijn Derbi-teamgenoten Herrero en Nieto waren goed weg, en wisselden tijdens de race regelmatig van positie. In de laatste ronde liep Nieto ongeveer 20 meter uit en dat besliste de race. Op de derde plaats finishte Aalt Toersen na een flink gevecht met Kreidler- testrijder Rudolf Kunz.
GP van Tsjecho-Slowakije, Brno
Smith was bij de start in Tsjecho-Slowakije intussen de "Angstgegner" van de Nederlanders geworden. Met nog drie wedstrijden te gaan leidde Aalt Toersen nog steeds, maar de Derbi's werden steeds sterker. Smith moest in Brno als voorlaatste starten, maar na de eerste ronde lag hij al op de vijfde plaats. Zijn teamgenoten Nieto en Herrero reden intussen aan de leiding, maar Paul Lodewijkx was met zijn Jamathi duidelijk sneller in de bochten en hij liep zienderogen in. In de derde ronde pakte hij de leiding om die niet meer af te geven. In de vierde ronde brak de centrale elektrode van Nieto's bougie af. Hij moest de pit opzoeken en zakte naar de 7e plaats. Herrero viel helemaal uit door een gebroken zuiger. Barry Smith werd zodoende tweede achter Lodewijkx en Nieto pakte - ondanks zijn stop - de derde plaats. Aalt Toersen werd slechts vierde en verloor kostbare punten op de Derbi-rijders. 
Ulster Grand Prix, Dundrod
In de Ulster Grand Prix had Paul Lodewijkx als snelste getraind en Ángel Nieto stond op de tweede plaats. Samen gingen ze ervandoor, waarbij Lodewijkx meestal voorop reed maar zich niet van Nieto kon losrijden. Ze namen wel een flinke voorsprong op de achtervolgers. Aalt Toersen zag zijn WK-kansen verdampen toen hij met een onwillige motor (verstopte benzineleiding) de pit moest opzoeken. Herrero viel uit met een blokkerende achterrem en de Derbi van Barry Smith brandde uit. In de vierde ronde verremde Nieto zich toen hij Lodewijkx binnendoor wilde passeren. Zijn achterwiel brak uit en torpedeerde Lodewijkx, die met zijn motorfiets over een aarden wal en een heg vloog. Hij raakte niet gewond, maar zijn Jamathi kon niet verder. Dat kon de Derbi van Nieto wel. Die was weliswaar beschadigd, maar Nieto reed hem toch naar de overwinning. Jan de Vries werd tweede en de Brit Frank Whiteway werd met een Crooks-Suzuki derde. 
Nations GP, Imola
In Imola had Aalt Toersen een nieuw, watergekoeld motortje van Van Veen gekregen. Zowel hij als Paul Lodewijkx startten erg slecht waardoor de Derbi-rijders Smith en Nieto ervandoor konden gaan. Nieto reed de snelste ronde, maar in de achtste ronde viel hij uit. In de laatste ronde kreeg Barry Smith, die al 15 seconden voorsprong had, ook pech. Met een kapotte zuiger joeg hij naar de finish, maar Lodewijkx kwam dichterbij en passeerde hem om vervolgens zelf weer ingehaald te worden door Smith. In de laatste bocht wist Lodewijkx voorop te komen en hij won met 0,7 seconde verschil. Toersen had zich intussen ook naar voren gestreden en moest op het laatst Kreidler-testrijder Rudolf Kunz van zich af slaan. Kunz viel echter ook uit. Daardoor werd Jan de Vries met de luchtgekoelde Van Veen-Kreidler vierde. 
GP van de Adriatische Zee, Opatija
Het Nederlandse kamp hield een dubbel gevoel over aan de laatste Grand Prix in Joegoslavië. Dat Paul Lodewijkx won was slechts een kleine pleister op de wonde, want kampioenskandidaat Aalt Toersen viel al in de tweede ronde uit met een uitgelopen big-end lager. Ángel Nieto pakte met zijn tweede plaats 12 punten en dat was nét genoeg om wereldkampioen te worden met 1 punt voorsprong op Toersen. Na de eerste ronde leidde Jan de Vries, gevolgd door Lodewijkx, Nieto en Smith. Lodewijkx nam al snel het initiatief over en begon samen met Nieto weg te lopen van de rest van het veld. Nieto kreeg een sein van Santiago Herrero, die langs de kant stond met een stuk karton met de tekst "TORS ↓" en wist dat Toersen eruit lag en dat hij aan de tweede plaats genoeg zou hebben voor de wereldtitel. Jan de Vries eindigde als derde. De derde man in de einduitslag van het WK, achter Nieto en Toersen, was Barry Smith.

### Uitslagen 50cc-klasse

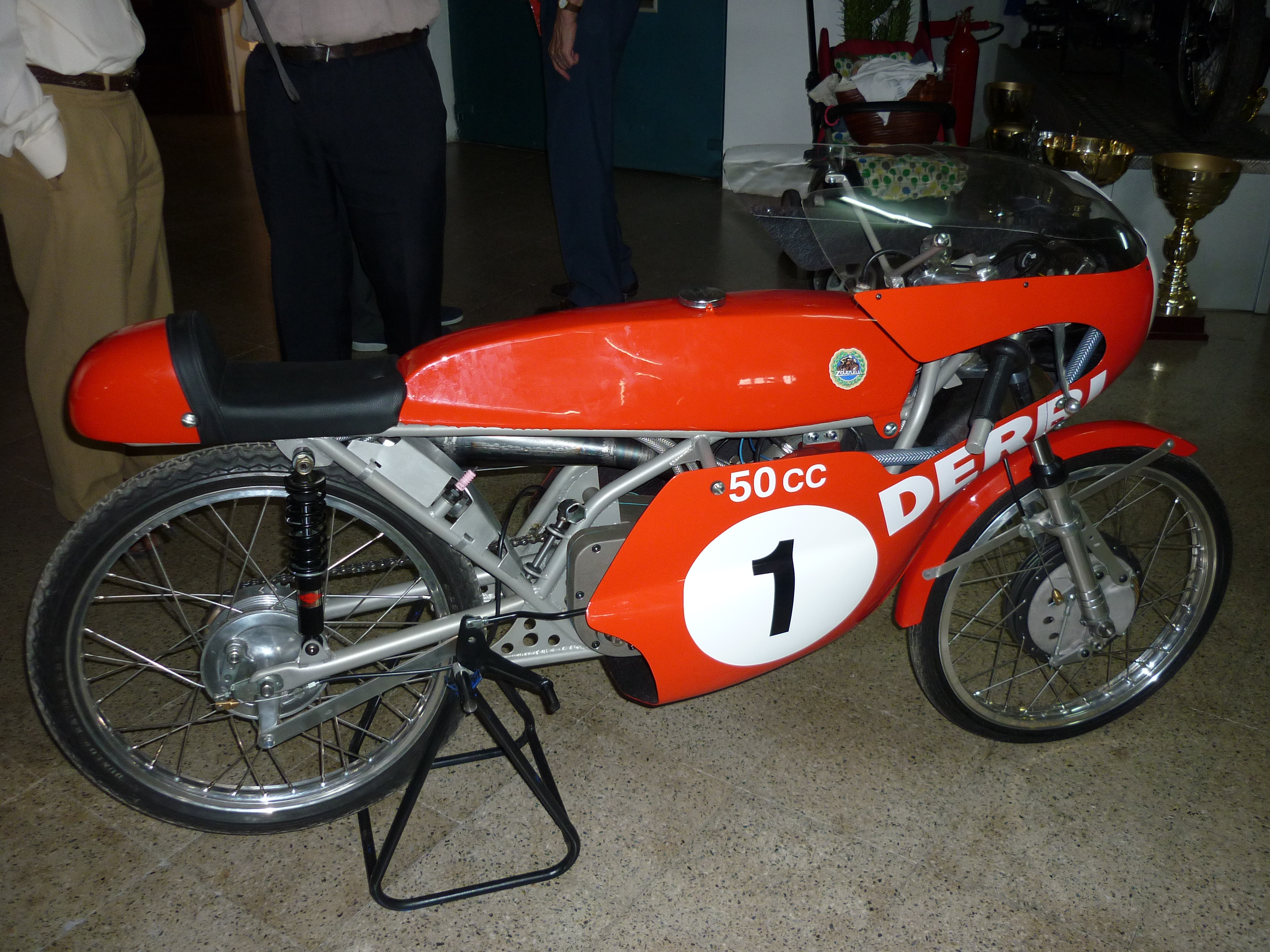
Derbi kampioensmachine van Ángel Nieto

|    | Datum        | Race                      | Circuit           | 1e             | 2e               | 3e             | Snelste ronde    |
| -- | ------------ | ------------------------- | ----------------- | -------------- | ---------------- | -------------- | ---------------- |
| 1  | 4 mei        | GP van Spanje             | Jarama            | Aalt Toersen   | Ángel Nieto      | Jan de Vries   | Ángel Nieto      |
| 2  | 11 mei       | GP van Duitsland          | Hockenheim        | Aalt Toersen   | Jan de Vries     | Barry Smith    | Aalt Toersen     |
| 3  | 18 mei       | GP van Frankrijk          | Le Mans           | Aalt Toersen   | Ángel Nieto      | Paul Lodewijkx | Aalt Toersen     |
| 4  | 28 juni      | TT van Assen              | Assen             | Barry Smith    | Jan de Vries     | Aalt Toersen   | Ángel Nieto      |
| 5  | 6 juli       | GP van België             | Spa-Francorchamps | Barry Smith    | Santiago Herrero | Aalt Toersen   | Barry Smith      |
| 6  | 12 juli      | GP van de DDR             | Sachsenring       | Ángel Nieto    | Santiago Herrero | Aalt Toersen   | Santiago Herrero |
| 7  | 20 juli      | GP van Tsjecho-Slowakije  | Masaryk-Ring      | Paul Lodewijkx | Barry Smith      | Ángel Nieto    | Barry Smith      |
| 8  | 16 augustus  | Ulster Grand Prix         | Dundrod           | Ángel Nieto    | Jan de Vries     | Frank Whiteway | Paul Lodewijkx   |
| 9  | 7 september  | GP des Nations            | Imola             | Paul Lodewijkx | Barry Smith      | Aalt Toersen   | Ángel Nieto      |
| 10 | 14 september | GP van de Adriatische Zee | Opatija           | Paul Lodewijkx | Ángel Nieto      | Jan de Vries   | Ángel Nieto      |

### Eindstand 50cc-klasse
| Pos. | Coureur              | Merk              | Ptn.    |
| ---- | -------------------- | ----------------- | ------- |
| 1    | Ángel Nieto          | Derbi             | 76      |
| 2    | Aalt Toersen         | Van Veen-Kreidler | 75 (93) |
| 3    | Barry Smith          | Derbi             | 69 (73) |
| 4    | Jan de Vries         | Van Veen-Kreidler | 64 (73) |
| 5    | Paul Lodewijkx       | Jamathi           | 63      |
| 6    | Gilberto Parlotti    | Tomos             | 31      |
| 7    | Santiago Herrero     | Derbi             | 28      |
| 8    | Rudolf Kunz          | Kreidler          | 26      |
| 9    | Ludwig Faßbender     | Kreidler          | 25      |
| 10   | Martin Mijwaart      | Jamathi           | 18      |
| 11   | Cees van Dongen      | Van Veen-Kreidler | 14      |
| 12   | Jan Huberts          | Kreidler          | 12      |
| 13   | Janko-Florijan Štefe | Tomos             | 11      |
| 14   | Frank Whiteway       | Crooks-Suzuki     | 10      |
| 15   | Adrijan Bernetic     | Tomos             | 9       |
| 16   | Winfried Reinhard    | Reimo             | 8       |
| 16   | Stuart Aspin         | Meurs-Garelli     | 8       |
| 18   | Herbert Denzler      | Kreidler          | 7       |
| 19   | Giovanni Lombardi    | Guazzoni          | 6       |
| 19   | Luke Lawlor          | Derbi             | 6       |

| Pos. | Coureur               | Merk       | Ptn. |
| ---- | --------------------- | ---------- | ---- |
| 21   | Eugenio Lazzarini     | Morbidelli | 6    |
| 22   | Jakob Unterladstätter | KTM        | 5    |
| 22   | Jos Schurgers         | Kreidler   | 5    |
| 22   | Fran Redfern          | Honda      | 5    |
| 22   | Silvano Bertarelli    | Minarelli  | 5    |
| 26   | Franco Ringhini       | Morbidelli | 5    |
| 27   | Jacques Roca          | Derbi      | 4    |
| 27   | Arthur Lawn           | Honda      | 4    |
| 29   | Jean-Louis Pasquier   | Derbi      | 4    |
| 30   | Chris Walpole         | Garelli    | 3    |
| 31   | Luigi Rinaudo         | Tomos      | 3    |
| 32   | Bruno Veigel          | Honda      | 2    |
| 32   | Rudolf Schmälzle      | Kreidler   | 2    |
| 32   | André Millard         | Kreidler   | 2    |
| 32   | John Lawley           | Honda      | 2    |
| 32   | Anton Kralj           | Tomos      | 2    |
| 37   | Juan Bordons          | Derbi      | 1    |
| 37   | Gerhard Thurow        | Kreidler   | 1    |
| 37   | Charly Dubois         | Kreidler   | 1    |
| 37   | Barrie Dickinson      | Garelli    | 1    |

(Punten tussen haakjes zijn inclusief streepresultaten)

### Constructeurstitel 50cc-klasse
| 1  | Derbi      | 84 (118) |
| 2  | Kreidler   | 79 (117) |
| 3  | Jamathi    | 68       |
| 4  | Tomos      | 33 (40)  |
| 5  | Suzuki     | 10       |
| 6  | Morbidelli | 10       |
| 7  | Reimo      | 8        |
| 7  | Garelli    | 8        |
| 9  | Honda      | 7        |
| 10 | Guazzoni   | 6        |
| 11 | KTM        | 5        |
| 11 | Minarelli  | 5        |

(Punten tussen haakjes zijn inclusief streepresultaten)

## Zijspanklasse
GP vanDuitsland, Hockenheim
In de eerste zijspan Grand Prix in Duitsland liep het niet goed met de URS van Helmut Fath en Wolfgang Kalauch: Hij startte als snelste, maar na de eerste ronde stopte Fath. Tussentijds reed hij nog een keer een ronde om opnieuw de pit op te zoeken. Pas toen er al 10 van de 15 ronden gereden waren kwam hij weer de baan op, kennelijk om de snelste ronde te rijden, wat ook lukte. Intussen wonnen Klaus Enders/Ralf Engelhardt met hun BMW. Zij werden nog enige tijd bedreigd door Georg Auerbacher/Hermann Hahn, maar die vielen in de zesde ronde uit. Franz Linnarz/Rudolf Kühnemund werden tweede en Arsenius Butscher/Josef Huber werden derde.
GP van Frankrijk, Le Mans
In Frankrijk experimenteerde Klaus Enders tijdens de trainingen met brandstofinjectie, maar in de race had hij weer carburateurs gemonteerd. Hij vocht vijftien ronden met Helmut Fath om de leiding, maar viel toen uit met een gebroken zuiger. Fath won met ruim een minuut voorsprong op Auerbacher/Hahn en Schauzu/Schneider.
Isle of Man TT, Mountain Course
De Sidecar TT opende op maandagochtend 9 juni het WK-deel van de Isle of Man TT (de Sidecar 750cc TT was al op zaterdagavond verreden). Klaus Enders en Ralf Engelhardt hadden hun BMW laten prepareren door Dieter Busch en ze waren gebrand op de overwinning nadat ze al twee jaar in de laatste ronde van de Sidecar TT waren uitgevallen. Siegfried Schauzu/Horst Schneider waren ook bijzonder gemotiveerd nadat ze de 750cc Sidecar TT al gewonnen hadden. In de eerste ronde viel het voor Schauzu nog tegen, want door een verkeerde carburateurafstelling draaide hun BMW niet meer dan 9.000 toeren. Enders begon meteen de snelste rondetijden te draaien en Helmut Fath was tweede. Na de tweede ronde had Schauzu de problemen onder controle en hij pakte de tweede plaats terug. Fath reed bijna blind omdat een steen, opgeworpen door het achterwiel van Schauzu, het linker glas van zijn stofbril verbrijzeld had. Toch hield hij tot aan de eindstreep de derde positie vast. Enders/Engelhardt namen de leiding in de WK-stand over. 
Dutch TT, Assen
Enders trainde als snelste in Assen, maar moest de eerste startrij delen met Auerbacher en Fath. Die laatste was als snelste weg, gevolgd door Auerbacher en Schauzu, want Enders startte erg slecht en kwam bij "de Bult" als 9e langs. Fath begon elke ronde verder weg te lopen van Auerbacher. Enders probeerde zich naar voren te vechten maar maakte bij de Bult een stuurfout. Hij kon nog wel verder, maar viel uiteindelijk met machinepech uit. Op dat moment waren er nog maar tien combinaties in de race. Fath reed comfortabel voorop, gevolgd door Auerbacher en Tony Wakefield, die echter ook uitviel. Daarna ging het om de 3e/4e plaats tussen Helmut Lünemann/Neil Caddow en Heinz Luthringshauser/Geoff Hughes, die al lange tijd in een mooi gevecht verwikkeld waren. Lünemann wist het in zijn voordeel te beslissen.
GP van België, Spa-Francorchamps
In België liepen Fath/Kalauch elke ronde een beetje verder weg van Enders/Engelhardt die gevolgd werden door Auerbacher/Hahn. Om de kopposities was er geen strijd, om de vierde plaats wel. Die werd gewonnen door Franz Linnarz/Rudolf Kühnemund.
GP van Finland, Imatra
Na zijn mooie tweede plaats in de 500cc-race in Finland moest Billie Nelson zich haasten om plaats te nemen in het zijspan van Helmut Fath. Hij moest Wolfgang Kalauch vervangen, die bij een heuvelklimwedstrijd gewond was geraakt. Het gelegenheidsduo liep drie seconden per ronde uit op Klaus Enders, tot de problemen begonnen. De stelmogelijkheid voor de luchtschuif ging kapot waardoor het gas niet meer helemaal afgesloten kon worden. Daardoor werden de remmen overbelast en uiteindelijk brak een olieleiding voor de cilinderkop, waardoor ze uitvielen. Enders/Engelhardt wonnen aldus toch nog en Lünemann/Johnny Bengtsson werden tweede. Na de Finse Grand Prix reed Helmut Fath nog een internationale race in dat land. Hierbij kreeg hij een ongeluk waarbij hij een been en enkele ribben brak. Zowel hijzelf als bakkenist Billie Nelson (gebroken enkel) waren voor de rest van het seizoen uitgeschakeld. Voor Nelson was het dubbel vervelend: aan het einde van het seizoen was hij vierde in de 500cc-klasse, maar hij kwam slechts 6 punten tekort voor de tweede plaats. In de zijspanklasse stond hij merkwaardig genoeg dankzij één optreden als tweede geklasseerd.
Ulster Grand Prix, Dundrod
Geheel onverwacht was Ralf Enders al vóór de Ulster Grand Prix zeker van de wereldtitel. In de Ulster Grand Prix kreeg hij feitelijk ook geen tegenstand, want ook Georg Auerbacher schakelde zichzelf in de training uit. Siegfried Schauzu werd aldus tweede en Franz Linnarz werd derde. In het wereldkampioenschap werden Helmut Fath/Wolfgang Kalauch/Billie Nelson tweede en Georg Auerbacher/Hermann Hahn werden derde. Franz Linnarz werd vierde, maar zijn bakkenist Rudolf Kühnemund verongelukte enkele weken later op 31 augustus bij de Bergrennen Ollon-Villars in Zwitserland.

### Uitslagen zijspanklasse
|   | Datum       | Race              | Circuit           | 1e                             | 2e                                  | 3e                                   | Snelste ronde                  |
| - | ----------- | ----------------- | ----------------- | ------------------------------ | ----------------------------------- | ------------------------------------ | ------------------------------ |
| 1 | 11 mei      | GP van Duitsland  | Hockenheim        | Klaus Enders / Ralf Engelhardt | Franz Linnarz / Rudolf Kühnemund    | Arsenius Butscher / Josef Huber      | Helmut Fath / Wolfgang Kalauch |
| 2 | 18 mei      | GP van Frankrijk  | Le Mans           | Helmut Fath / Wolfgang Kalauch | Georg Auerbacher / Hermann Hahn     | Siegfried Schauzu / Horst Schneider  | Helmut Fath / Wolfgang Kalauch |
| 3 | 9 juni      | Isle of Man TT    | Mountain Course   | Klaus Enders / Ralf Engelhardt | Siegfried Schauzu / Horst Schneider | Helmut Fath / Wolfgang Kalauch       | Klaus Enders / Ralf Engelhardt |
| 4 | 28 juni     | TT van Assen      | Assen             | Helmut Fath / Wolfgang Kalauch | Georg Auerbacher / Hermann Hahn     | Helmut Lünemann / Neil Caddow        | Helmut Fath / Wolfgang Kalauch |
| 5 | 6 juli      | GP van België     | Spa-Francorchamps | Helmut Fath / Wolfgang Kalauch | Klaus Enders / Ralf Engelhardt      | Georg Auerbacher / Hermann Hahn      | Helmut Fath / Wolfgang Kalauch |
| 6 | 3 augustus  | GP van Finland    | Imatra            | Klaus Enders / Ralf Engelhardt | Helmut Lünemann / Johnny Bengtsson  | Heinz Luthringshauser / Geoff Hughes | Helmut Fath / Wolfgang Kalauch |
| 7 | 16 augustus | Ulster Grand Prix | Dundrod           | Klaus Enders / Ralf Engelhardt | Siegfried Schauzu / Horst Schneider | Franz Linnarz / Rudolf Kühnemund     | Klaus Enders / Ralf Engelhardt |

### Eindstand zijspanklasse
| Pos. | Coureur               | Bakkenist                         | Motorfiets          | Ptn.    |
| ---- | --------------------- | --------------------------------- | ------------------- | ------- |
| 1    | Klaus Enders          | Ralf Engelhardt                   | BMW                 | 60 (72) |
| 2    | Helmut Fath           | Wolfgang Kalauch en Billie Nelson | URS                 | 55      |
| 3    | Georg Auerbacher      | Hermann Hahn                      | BMW                 | 40      |
| 4    | Franz Linnarz         | Rudolf Kühnemund (†)              | BMW                 | 38 (50) |
| 5    | Siegfried Schauzu     | Horst Schneider                   | BMW / Apfelbeck-BMW | 37      |
| 6    | Arsenius Butscher     | Josef Huber                       | BMW                 | 34 (46) |
| 7    | Helmut Lünemann       | Neil Caddow en Johnny Bengtsson   | BMW                 | 32      |
| 8    | Heinz Luthringshauser | Geoff Hughes en Peter Rutterford  | BMW                 | 26      |
| 9    | Jean-Claude Castella  | Albert Castella                   | BMW / CAT-BMW       | 16      |
| 10   | Dick Hawes            | John Mann                         | Seeley              | 14      |
| 11   | Bill Copson           | Dane Rowe en Lawrence Fisher      | BMW                 | 9       |
| 12   | Tony Wakefield        | John Flaxman                      | BMW                 | 9       |
| 13   | Max Hauri             | Heinz Hausamann                   | BMW                 | 5       |
| 13   | Graham Milton         | John Thornton                     | BMW                 | 5       |
| 13   | Jack Philpott         | Bill Turrington                   | Norton              | 5       |
| 16   | Norman Hanks          | Rose Arnold                       | BSA                 | 4       |
| 16   | Kenneth Calenius      | Juhani Vesterinen                 | BMW                 | 4       |
| 18   | Hermann Binding       | Helmut Fleck                      | BMW                 | 3       |
| 18   | Joseph Duhem          | François Fernandez                | BMW                 | 3       |
| 18   | Richard Wegener       | Adi Heinrichs                     | BMW                 | 3       |
| 18   | Ruben Bjarnemark      | Marianne Kjellmodin-Hansen        | BMW                 | 3       |
| 18   | Mick Potter           | John Fiddaman en Geoff Hughes     | Triumph             | 3       |
| 23   | Hans Hänni            | Kurt Barfuss                      | BMW                 | 2       |
| 23   | André Cailletet       | Jean-Paul Coquic                  | BMW                 | 2       |
| 23   | Dennis Keen           | Mac Witherspoon                   | Triumph             | 2       |
| 23   | Herman Oosterloo      | Karel Hermans en Jan Kort         | BMW                 | 2       |
| 23   | Leif Aurosell         | Jouko Ryhänen                     | BMW                 | 2       |
| 23   | Jeff Gawley           | Frank Knights                     | BSA                 | 2       |
| 29   | Stuart Applegate      | Rob Appleton                      | BMW                 | 1       |
| 29   | Tony Harris           | Brian Harris                      | Triumph             | 1       |
| 29   | Jaakko Palomäki       | Jussi Ahlbäck                     | BMW                 | 1       |
| 29   | Peter Kielty          | V. Sherriffs                      | Triumph             | 1       |

(Punten tussen haakjes zijn inclusief streepresultaten)

### Constructeurstitel zijspanklasse
| 1 | BMW     | 60 (96) |
| 2 | URS     | 55      |
| 3 | Seeley  | 14      |
| 4 | BSA     | 6       |
| 5 | Norton  | 5       |
| 6 | Triumph | 5       |

(Punten tussen haakjes zijn inclusief streepresultaten)